# Liste der Burgen, Schlösser, Ansitze und wehrhaften Stätten im Bezirk Sankt Veit an der Glan
Diese Liste nennt die Burgen, Schlösser, Ansitze, Wehrkirchen und sonstige wehrhaften Stätten im Bezirk Sankt Veit an der Glan in Kärnten.

## Erklärung zur Liste
- Name: Name der Anlage.
- Gemeinde, Lage: Zeigt an, in welcher Gemeinde sich die Anlage befindet. Zeigt die Geokoordinaten an; bei nicht mehr exakt zu lokalisierenden Anlagen mit Zusätzen wie „ungefähre Lage“.
- Typ: Es wird der Typ angegeben, wie Burg, Festung, Schloss, Gutshof, Wehrkirche, Wallanlage.
- Geschichte: geschichtlicher Abriss.
- Zustand: Beschreibung des heutigen Zustands bzw. der Verwendung.
- Bild: Zeigt ein Bild der Anlage. Das Symbol  führt zu weitern Bildern auf wikimedia commons.
- Denkmalschutz: führt, falls denkmalgeschützt, zum Eintrag in der Denkmalliste.

Die Liste ist alphabetisch nach den Namen der Anlagen sortiert. Alternativ ist durch Klicken auf die Spaltenüberschriften eine Sortierung nach Gemeinde, Typ oder Geschichte (Alter) möglich.

## Liste
| Name                                                               | Gemeinde Lage                                       | Typ                                      | Geschichte | Zustand | Bild | Denkmalschutz                                                            |
| ------------------------------------------------------------------ | --------------------------------------------------- | ---------------------------------------- | --- | --- | ---- | ------------------------------------------------------------------------ |
| Aichhof (Staudacherhof, Neikers Turm)                              | Glödnitz Lage Lassenberg 1                          | Gutshof                                  | Turm erstmals erwähnt 1244; im 16. Jahrhundert Ausbau, 1688 von Valvasor als Schloss bezeichnet. | zweigeschoßiger Bauernhof mit Außenmauern aus Bruchsteinen. |      | nein                                                                     |
| Altdornhof, Wohnburg                                               | Frauenstein Lage                                    | Burg                                     | Funde aus 11. bis 13. Jahrhundert; Mauerwerk teils noch älter datiert. | verfallen; Mauerreste und Gräben bzw. Wälle erhalten. |      | nein                                                                     |
| Altdornhof, Vorburg (Obere Burg)                                   | Frauenstein Lage                                    | Vorburg                                  | wohl im frühen 13. Jahrhundert errichtet. | verfallen; Mauerreste und Gräben bzw. Wälle erhalten. |      | nein                                                                     |
| Wehrkirche Altenmarkt                                              | Weitensfeld im Gurktal Lage                         | Wehrkirche                               | Seltenes Beispiel einer ehemaligen Wasser-Wehrkirche. 1478 in Türkenkriegen verteidigt; Wehranlagen im 16. Jahrhundert ausgebaut unter Einbeziehung von Karner und Pfarrhof.                                                                                                 | Wehrmauer um den Friedhof teilweise erhalten, im Bereich des Karners noch in voller Höhe von bis 5 m, mit einzelnen Schlüsselscharten. Schießscharte am Karner. Runde Wehrtürme an der Mauer abgekommen.      |      | 105388                                                                   |
| Burg Althaus (Hus, Altenhaus)                                      | Hüttenberg Lage                                     | Burg                                     | erstmals 1247 erwähnt. 1449 baufällig, dann Umbau; bewohnt bis Anfang 17. Jahrhundert? | Ruine eines viergeschoßigen romanischen Baus; nordwestlich kleiner Doppelwall. |      | 74180                                                                    |
| Stadtbefestigung Althofen                                          | Althofen Lage                                       | Befestigte Höhensiedlung mit Vorwerkturm | Ortsbefestigung im 13./14. Jahrhundert errichtet und im 15. Jahrhundert erweitert. | Teile der Ortsbefestigung mit wuchtigem Bergfried erhalten. |      | 34155 61340 102031                                                       |
| Fronfeste Althofen                                                 | Althofen Lage Althofen, Burgstraße 12               | Burg                                     | 953 curtis et castellum erwähnt; heutiger Bau ehemalige Hochburg des 12. Jahrhunderts? | romanischer Bau erhalten und als Wohnhaus genutzt. |      | 61343                                                                    |
| Neues Schloss Althofen                                             | Althofen Lage                                       | Schloss                                  | Sitz der Salzburger Erzbischöfe aus 13. Jahrhundert; um 1500 (nach Ungarnkriegen) wieder aufgebaut. Mitte des 19. Jahrhunderts historisierend gestaltet (Treppengiebel, Eckturm).                                                                                            | gut erhalten; als Wohngebäude genutzt. |      | 34161 68311                                                              |
| Burgstall Alt-Hungerbrunn                                          | Frauenstein ungef. Lage                             | Feste?                                   | | lt. Kohla soll es geringe Wall- und Mauerspuren geben. |      | nein                                                                     |
| Burg Alt-Mannsberg                                                 | Kappel am Krappfeld Lage                            | Burg                                     | vermutlich im 12. Jahrhundert erbaut; bis ins 16. Jahrhundert genutzt. | Ruine |      | 48920                                                                    |
| Bayrdorf (Paierdorf, Baardorf)                                     | Sankt Veit an der Glan ungef. Lage                  | Feste                                    | 1494 ein Turm erwähnt. | abgekommen; genaue Lage unsicher |      | nein                                                                     |
| Blumenstein (Plumenstain)                                          | Weitensfeld im Gurktal bei Zweinitz                 | Feste                                    | 1352 urkundlich erwähnt. | verschollen |      | nein                                                                     |
| Feste Braunsberg                                                   | Weitensfeld im Gurktal Lage                         | Schloss (ehem. Burg)                     | 1258 errichtet; der Sage nach durch Margarete Maultasch im 14. Jahrhundert zerstört; im 16. Jahrhundert Schloss anstelle der Burgruine errichtet, bis Ende 17. Jahrhundert bewohnt.                                                                                          | verfallen, große Steinhaufen und zwei mächtige Burggräben sichtbar. |      | nein                                                                     |
| Breitenstein (Steinbrückenkogel, Altwimitzstein)                   | Frauenstein Lage                                    | Burg                                     | 1247 genannt. | abgekommen (Mitte des 20. Jahrhunderts waren lt. Wiessner noch geringfügige Mauerreste erkennbar). |      | nein                                                                     |
| Brenitz                                                            | Glödnitz Lage?                                      | befestigte Siedlung?                     | auf dem großen, nach drei Seiten steil abfallenden Plateau soll sich eine römische Siedlung befunden haben; Kohla erwähnte Mauerspuren und einen Turmrest. | |      | nein                                                                     |
| Wehrkirche Brückl                                                  | Brückl Lage                                         | Wehrkirche                               | um 1520 erbaut unter Nutzung einer älteren (teils zerstörten?) Kirche mit wehrhaftem Obergeschoß. Friedhofsmauer später völlig erneuert. | Schießfenster unter dem Kirchendach erkennbar (durch hohes Gewölbe nicht mehr nutzbar) |      | 61474                                                                    |
| Bulldorf (Buldorf, Puelndorf)                                      | Straßburg ungef. Lage                               | Burg                                     | 1292 zerstörte Feste. | abgekommen |      | nein                                                                     |
| In der Däber                                                       | Sankt Veit an der Glan Lage                         | Gutshof                                  | errichtet Ende des 16. Jahrhunderts. | verwahrlost; teilweise gewerblich genutzt. |      | 34840                                                                    |
| Dachberg                                                           | Althofen Lage                                       | Wallanlage                               | urgeschichtliche Wallanlage? | befestigtes Plateau |      | nein                                                                     |
| Dachberg (Techingen mons)                                          | Althofen ungef. Lage?                               | Schloss                                  | 1074 erwähnt (Techingen). lt. Kohla sagenhaftes Schloss. | abgekommen |      | nein                                                                     |
| Befestigung bei Deinsberg                                          | Guttaring Lage                                      | Befestigung?                             | weder zeitliche Zuordnung noch Zweck der Anlage klar; ein Zusammenhang mit Bergbau kann nicht ausgeschlossen werden. Der jüngst geäußerte Vorschlag, die Anlage mit der im 12. Jahrhundert erwähnten Burg Deinsberg in Verbindung zu bringen, kann nicht verifiziert werden. | deutliche Spuren einer nicht näher zuordenbaren Anlage. |      | nein                                                                     |
| Burg Deinsberg                                                     | Guttaring ungef. Lage?                              | Burg                                     | im 12. Jahrhundert Deinsberg mehrmals als Ministerialensitz erwähnt. | abgekommen. |      | nein                                                                     |
| Wehrkirche Deinsberg                                               | Guttaring Lage                                      | Wehrkirche                               | im 15. Jahrhundert befestigt. | Wehranlagen nicht mehr vorhanden |      | 61482                                                                    |
| Wehrkirche Deutsch-Griffen                                         | Deutsch-Griffen Lage                                | Wehrkirche                               | gotisch. im 15. Jahrhundert befestigt; verteidigt gegen Türken. | bis zu knapp 4 m hohe Wehrmauer mit Schießscharten (und Balkenlöchern des abgekommenen Wehrgangs) teilweise erhalten                                                                                          |      | 61494 67904 100953                                                       |
| Turm Deutsch-Griffen                                               | Deutsch-Griffen ungef. Lage                         | Feste                                    | „Turm“ im 14./15. Jahrhundert belegt. | abgekommen |      | nein                                                                     |
| Dobernberg                                                         | Sankt Georgen am Längsee ungef. Lage                | Feste?                                   | sagenhafte Fluchtburg | verschollen |      | nein                                                                     |
| Dobersberg                                                         | Straßburg ungef. Lage                               | Feste?                                   | im 17. Jahrhundert als „ödes Schloss“ bezeichnet. | verschollen |      | nein                                                                     |
| Schloss Dornhof (Neu-Dornhof)                                      | Frauenstein Lage                                    | Schloss                                  | im späten 15. Jahrhundert erbaut, im 16. Jahrhundert erweitert. | als Bauernhof genutzt. |      | 34251                                                                    |
| Drasenberg                                                         | Meiselding ungef. Lage                              | Gutshof?                                 | im 14./15. Jahrhundert als Sitz der Freyberger erwähnt. | verschollen |      | nein                                                                     |
| Schloss Eberstein                                                  | Eberstein Lage Eberstein, Schlossberg 1             | Schloss                                  | Burg ab 13. Jahrhundert erwähnt; im 16. Jahrhundert ausgebaut und im 19. Jahrhundert historisierend zu Schloss umgebaut. | gut erhalten |      | 34207                                                                    |
| Burg Ober-Eberstein (Alt-Eberstein)                                | Eberstein Lage                                      | Burg                                     | Burg vom 12. bis 14. Jahrhundert häufig erwähnt; um 1470 teilweise abgetragen und aufgegeben. Galt lange als verschollen, dann 2. Hälfte des 20. Jahrhunderts Reste entdeckt, doch bald darauf durch Steinbruch zerstört.                                                    | abgekommen |      | nein                                                                     |
| Talsperre Eberstein                                                | Eberstein Lage                                      | Talsperre                                | Talsperre des 13. Jahrhunderts: östlich Tals ein durch Graben gesicherter Turm; westlich mehrere durch Gräben getrennte Felsköpfe; im Talboden vermutlich Vorwerk. | drei Gräben im Westen erkennbar |      | nein                                                                     |
| Egarthof                                                           | Micheldorf Lage                                     | Gutshof                                  | ab 1285 genannt. 1. Hälfte des 20. Jahrhunderts durch neue Gebäude (Agathenhof) ersetzt. | abgekommen. |      | nein                                                                     |
| Schloss Eppersdorf                                                 | Brückl Lage                                         | Gutshof                                  | im 17. Jahrhundert errichteter Landedelmannssitz. | gut erhalten; als Wohngebäude genutzt. |      | 102074                                                                   |
| Flattnitzhof (Fladnitzerhof, Tillerhof)                            | Klein Sankt Paul Lage Klein St. Paul, Fladnitzweg 1 | Gutshof                                  | errichtet im 16. Jahrhundert. | umgebaut erhalten; bewohnt. |      | nein                                                                     |
| Schloss Frauenstein                                                | Frauenstein Lage Frauenstein 1                      | Wasserburg/Schloss                       | Burg ab 12. Jahrhundert; im 16. Jahrhundert in mehreren Etappen zu stattlichem spätgotischen Wasserschloss ausgebaut. | erhalten. |      | 34252                                                                    |
| Burg Freiberg, Hauptburg                                           | Frauenstein Lage                                    | Burg                                     | im 12. Jahrhundert erwähnt; im 13. Jahrhundert ausgebaut, ab 15. Jahrhundert Verfall. | Ruine. |      | 34253                                                                    |
| Burg Freiberg, Vorburg                                             | Frauenstein Lage Grassen 7                          | Vorburg                                  | Kapelle aus 12. Jahrhundert; Vorburg im Jahrhundert errichtet. ab 15. Jahrhundert Verfall, Ende 20. Jahrhundert teils restauriert. | Kapelle und ein Turm restauriert; sonst weitgehend abgekommen. |      | 34253                                                                    |
| Freundsam (Freundsheim)                                            | Liebenfels Lage bei Freundsam 5                     | Burg                                     | 13./14. Jahrhundert erwähnt; im 17. Jahrhundert als „ödes Schloss“ bezeichnet. | ehem. Burgkapelle umgebaut erhalten; Festes Haus abgekommen. |      | nein                                                                     |
| Stadtbefestigung Friesach                                          | Friesach Lage                                       | Stadtbefestigung                         | von 1200 bis ins 15. Jahrhundert errichtete Ringmauern mit Zwingmauer, Wassergraben und 18 Wehrtürmen. | weitgehend erhalten |      | 22324 34289 34290 34291 34292 34293 34294 34295 34296 71999 72001 102870 |
| Fürstenhof Friesach                                                | Friesach Lage                                       | curtis                                   | 860 curtis genannt; an dessen Stelle mittelalterlicher Bau (14. Jahrhundert?); mehrmals umgebaut. | umgebaut erhalten; als Gemeindeamt genutzt. |      | 34267 34268                                                              |
| Füllerhof                                                          | Eberstein? nördlich von Eberstein                   | Gutshof                                  | im 17. Jahrhundert erwähnt. | verschollen |      | nein                                                                     |
| Befestigung Galgenbichl                                            | Straßburg Lage                                      | Wallanlage                               | | befestigtes Gipfelplateau mit Gebäudespuren, nordöstlich Halsgraben. |      | nein                                                                     |
| Galgenkogel                                                        | Frauenstein Lage                                    | Wallanlage                               | | Wälle |      | nein                                                                     |
| Gauerstall                                                         | Frauenstein Lage                                    | Wallanlage                               | bronzezeitliche Funde. | zwei Wälle |      | nein                                                                     |
| Burg Geiersberg                                                    | Friesach Lage                                       | Burg                                     | lt. Überlieferung 1131 errichtet; urkundlich ab 1271 belegt. ab 18. Jahrhundert Verfall; Anfang 20. Jahrhundert Restaurierung bzw. Wiederaufbau. | teils wiederaufgebaut; bewohnt. |      | 34284                                                                    |
| Schloss Gillitzstein                                               | Eberstein Lage                                      | Schloss                                  | im 16. Jahrhundert erstmals erwähnt; Sitz adeliger Gewerken, im 17. Jahrhundert ausgebaut. Verfall seit 19. Jahrhundert. | geringfügige Ruinen |      | nein                                                                     |
| Herrenhaus Glandorf                                                | Sankt Veit an der Glan Lage                         | Gutshof                                  | Anfang des 19. Jahrhunderts mit klassizistisch-biedermeierlicher Fassade errichtet. | erneuert erhalten, für Wohn- bzw. Verwaltungszwecke genutzt. |      | nein                                                                     |
| Gleinach (Gleinhofen, Gleinerhof)                                  | Kappel am Krappfeld Lage                            | Gutshof                                  | im 17. Jahrhundert erwähnt. | |      | nein                                                                     |
| Wehrkirche Glödnitz                                                | Glödnitz Lage                                       | Wehrkirche                               | gotisch. befestigt im dritten Drittel des 15. Jahrhunderts durch Friedhofsmauer mit umlaufendem Wehrgang, einbezogen Karner mit Wehrobergeschoß. | Karner und 3,80 m hohe Wehrmauer mit Schießscharten teilweise erhalten, Wehrgang abgekommen (Balkenlöcher noch sichtbar).                                                                                     |      | 100973 100974                                                            |
| Schloss Glödnitz (Amthofer)                                        | Glödnitz Lage                                       | Gutshof                                  | im Kern mittelalterlicher Wehrbau; mehrmals umgebaut. | erhalten; bewohnt. |      | 100975                                                                   |
| Görtschacherhof                                                    | Glödnitz Lage                                       | Gutshof                                  | im 14./15. Jahrhundert „Hof“ und „Turm“ erwähnt. | heute ein mächtiger Bauernhof |      | 100976                                                                   |
| Gotthardshof (Pämbsthof, Pfannerhof)                               | Hüttenberg Lage                                     | Gutshof                                  | ab frühem 16. Jahrhundert erwähnt; heutiger Bau im 18. Jahrhundert errichtet. | Bau des 18. Jahrhunderts erhalten. |      | 41409                                                                    |
| Burg Gradenegg                                                     | Liebenfels Lage                                     | Burg                                     | erstmals Ende 12. Jahrhundert erwähnt. Ausbau im 14./15./16. Jahrhundert. Ende des 18. Jahrhunderts aufgegeben. | Ruine |      | 34608                                                                    |
| Schloss Grades                                                     | Metnitz Lage                                        | Schloss (ehem. Burg)                     | romanische Burg, in mehreren Etappen (16./17. Jahrhundert) zu Schloss ausgebaut. | erhalten. |      | 47986                                                                    |
| Marktbefestigung Grades                                            | Metnitz Lage                                        | Marktbefestigung                         | Marktbefestigung des 13. Jahrhunderts. | nur Kern eines ehemaligen Turms in Haus Hauptplatz 6 erhalten. |      | nein                                                                     |
| Gräfelhof                                                          | Friesach                                            | Gutshof                                  | im 19. Jahrhundert als Gutshof erwähnt. | |      | nein                                                                     |
| Turm an der Granglitz                                              | Weitensfeld im Gurktal Lage                         | Turm, Gutshof                            | | Turm abgekommen; Nachfolgebau (Bauernhof) |      | nein                                                                     |
| Granikogel                                                         | Brückl Lage                                         | Befestigung?                             | | befestigtes Plateau? |      | nein                                                                     |
| Gratzerkogel (Grazerkogel)                                         | Sankt Veit an der Glan Lage                         | Kastell                                  | spätantikes Kastell (5./6. Jahrhundert) | verfallen |      | 42173                                                                    |
| Griesserhof                                                        | Micheldorf Lage                                     | Gutshof                                  | errichtet 2. Hälfte 19. Jahrhundert. | erhalten; bewohnt. |      | nein                                                                     |
| Großkollerhof                                                      | Hüttenberg Lage                                     | Gutshof                                  | ab 1503 erwähnt. | erhalten; bewohnt. |      | nein                                                                     |
| Grünburg                                                           | Klein Sankt Paul Lage                               | Burg                                     | Burg im frühen 12. Jahrhundert errichtet; bis zum 16. Jahrhundert ausgebaut; im 17. Jahrhundert aufgegeben. | Ruine |      | 34592                                                                    |
| Vorwerk der Grünburg                                               | Klein Sankt Paul Lage                               | Vorwerk                                  | Vorwerk im 13. Jahrhundert errichtet. | Ruine |      | 34592                                                                    |
| Gschwindenhof                                                      | Friesach Lage                                       | Gutshof                                  | ab 17. Jahrhundert als Gutshof erwähnt. | |      | nein                                                                     |
| Wehrstift Gurk                                                     | Gurk Lage                                           | Wehrstift                                | romanische Kathedrale, 14. bis 16. Jahrhundert um Befestigungsanlagen (Graben, Mauer, Türme) erweitert. Im 17. Jahrhundert Gesamtanlage umgebaut. | nur Teile der Befestigungsanlagen (Mauern, Türme) erhalten. |      | 110156                                                                   |
| Schloss Gurkhofen (Ranitz)                                         | Gurk Lage                                           | Schloss (ehem. Burg)                     | schon zur Zeit der Hemma von Gurk erwähnt. Sitz der Cheser/Kaiser. Im 18. Jahrhundert noch Mauerreste und Kapelle erhalten; deren Steine wurden 1808 nach Brand beim Wiederaufbau des Ortes verwendet.                                                                       | abgekommen |      | nein                                                                     |
| Burg Hardegg                                                       | Liebenfels Lage                                     | Burg                                     | Burg im 12. Jahrhundert errichtet; verfällt seit 17. Jahrhundert. | Ruine |      | 34609                                                                    |
| Vorburg Hardegg (Obere Burg Hardegg)                               | Liebenfels Lage                                     | Vorwerk                                  | romanisches Vorwerk zur Hauptburg; von urgeschichtlicher Wallanlage umgeben. | Ruine des romanischen Rundturms; Wallanlage erkennbar |      | nein                                                                     |
| Hardeggerhof (Waldeck)                                             | Glödnitz Lage                                       | Feste/Gutshof                            | ab 12. Jahrhundert erwähnt; Verfall ab 15. Jahrhundert. | verfallen; heutiger Bauernhof an Stelle des ehemaligen Wirtschaftsgutes |      | nein                                                                     |
| Hauß bei St. Johann                                                | Glödnitz Lage                                       | Schloss (daneben Kirche).                | Sagen aus Türkenzeit. | galt als verschollen; doch wohl der durch Graben gesicherte Hügel unmittelbar neben der Hannserkirche. |      | Schlossstandort nicht; die daneben gelegene Kirche: 68460                |
| Hemmaburg                                                          | Friesach Lage                                       | Burg                                     | Burg des 11./12. Jahrhunderts (Stammburg der Zeltschacher Grafen?); spätmittelalterlich umgebaut. Teile bei Straßenbau 1938 abgekommen. | verfallen |      | nein                                                                     |
| Wehrkirche Hochfeistritz                                           | Eberstein Lage                                      | Wehrkirche                               | Kirche und Wehranlagen wurden in der Zeit der Türkenkriege (2. Hälfte 15. Jahrhundert) errichtet. | gut erhaltene Wehranlagen um die Kirche mit Mauer (Schießscharten an Ostseite; Balken des ehemaligen Wehrgangs), Torturm und zu Kapelle umgebautem Eckturm. eisenbeschlagene Kirchentür mit Blockschloss.     |      | 61961                                                                    |
| Burg Hochosterwitz                                                 | Sankt Georgen am Längsee Lage                       | Burg                                     | hochmittelalterliche Burg wurde um 1575 ausgebaut und um 14 Torbauten ergänzt. | großteils erhalten; Besichtigung möglich. |      | 34797                                                                    |
| Hochosterwitz Vorwerk (Engelstor)                                  | Sankt Georgen am Längsee Lage                       | Vorwerk                                  | Vorwerk des 14. Jahrhunderts; um 1575 in die Torbauten (Engelstor) einbezogen. | stark umgebaut erhalten. |      | 34797                                                                    |
| Hochosterwitz Vorwerk am Stein                                     | Sankt Georgen am Längsee Lage                       | Vorwerk                                  | Vorwerk des 14. Jahrhunderts. | Ruine |      | nein                                                                     |
| Höfl                                                               | Friesach Lage                                       | Gutshof                                  | entstanden im 19. Jahrhundert. | erhalten, bewohnt. |      | nein                                                                     |
| Hohenpressen                                                       | Hüttenberg Lage                                     | Schloss                                  | seit dem 12. Jahrhundert ein Gutshof genannt; schlossartiger Bau des 16. Jahrhunderts, im 17. und 20. Jahrhundert etwas umgebaut. | umgebaut erhalten; bewohnt. |      | nein                                                                     |
| Schloss Hohenstein                                                 | Liebenfels Lage                                     | Burg                                     | im 16. Jahrhundert errichtetes Schloss unter Einbeziehung eines Vorgängerbaus aus dem 12. Jahrhundert. Mitte 20. Jahrhundert wiederhergestellt. | erhalten; bewohnt. |      | 34611                                                                    |
| Schloss Hörbach                                                    | Hüttenberg Lage                                     | Gutshof                                  | Bau des 17. Jahrhunderts. | erhalten; bewohnt. |      | 104416                                                                   |
| Hochhornburg (Großhornburg)                                        | Klein Sankt Paul Lage                               | Burg                                     | Burg aus dem 12. Jahrhundert; im 15. Jahrhundert zu Schloss erweitert. im 17. Jahrhundert verfallen. | Ruine |      | 34593                                                                    |
| Niederhornburg (Kleinhornburg, Kiesenbrein, Unterstein?)           | Klein Sankt Paul Lage                               | Vorwerk                                  | Befestigung aus dem 12. bis 14. Jahrhundert. | Ruine |      | 34593                                                                    |
| Wehrkirche Hörzendorf                                              | Sankt Veit an der Glan Lage                         | (ehem.) Wehrkirche und Gutshof           | Kirche war befestigt; hier auch karolingischer Gutshof. | Befestigung nicht erhalten; Gutshof abgekommen. |      | 68356                                                                    |
| Schloss Hunnenbrunn (Hungerbrunn)                                  | Frauenstein Lage                                    | Schloss                                  | Bauerngut Ende 16. Jahrhundert zu Schlösschen umgebaut; in der 2. Hälfte des 17. Jahrhunderts umgestaltet; im 20. Jahrhundert stark umgebaut. | Gebäude in gutem Zustand, aber durch Umbauten ursprünglichen Charakter verloren. Nutzung zu gewerblichen Zwecken.                                                                                             |      | 21124                                                                    |
| Wehrkirche Kappel am Krappfeld                                     | Kappel am Krappfeld Lage                            | Wehrkirche                               | Kirche im 15. Jahrhundert befestigt. | erhalten das untere Geschoß eines Turms mit Schießscharten an Nordostecke des Friedhofs. eisenbeschlagene Tür.                                                                                                |      | 62014                                                                    |
| Burg Karlsberg (Obere Burg)                                        | Sankt Veit an der Glan Lage                         | Burg                                     | im 12. Jahrhundert errichtete Burg; 1368 zerstört; wieder aufgebaut und verstärkt. Verfall seit 17. Jahrhundert. | Ruine |      | 34831                                                                    |
| Vorwerk Karlsberg (Untere Burg)                                    | Sankt Veit an der Glan Lage                         | Vorwerk                                  | im 12. Jahrhundert angelegt; frühes 13. Jahrhundert Festes Haus. | Ruine |      | 34831                                                                    |
| Schloss Karlsberg                                                  | Sankt Veit an der Glan Lage                         | Schloss                                  | im 17. Jahrhundert erbautes Schloss. | erhalten, bewohnt. |      | 34832 105333                                                             |
| Keutschacherhof                                                    | Sankt Georgen am Längsee Lage                       | Gutshof                                  | seit 15. Jahrhundert genannt; Gebäude im Kern aus 16. Jahrhundert. | erhalten; bewohnt. |      | nein                                                                     |
| Schloss Kölnhof                                                    | Sankt Veit an der Glan Lage                         | Schloss                                  | ab 15. Jahrhundert erwähnt; heutiger Bau ein frühklassizistisches Schlösschen aus dem 18. Jahrhundert. | erhalten; als Verwaltungsgebäude genutzt. |      | 34830                                                                    |
| Palais Koller                                                      | Sankt Veit an der Glan Lage                         | Palais                                   | 1780 als Palais für den Eisengewerken Johann Matthias Koller errichtet. dann Sitz der Bezirkshauptmannschaft. | erhalten; als Verwaltungsgebäude genutzt. |      | 34828                                                                    |
| Kötschendorf                                                       | Weitensfeld im Gurktal Lage                         | Burg?                                    | mittelalterlich? Vulgoname Thurnhof lässt auf mittelalterlichen Wehrbau schließen; auch Örtlichkeit wäre passend dafür. aber keine urkundliche Erwähnung bekannt. | verschollen. |      | nein                                                                     |
| Wehrkirche Kraig (Altburg Kraig?)                                  | Frauenstein Lage                                    | Wehrkirche                               | Hier oder im Bereich des Propsteihofs Kraig Standort der Altburg Kraig aus dem 11. Jahrhundert? Neben der Kirche wurde im 15. Jahrhundert ein Wehrturm errichtet. | freistehender Wehrturm erhalten und Teile (mit einer Schießscharte im SO) der großteils abgetragenen wehrhaften Friedhofsmauer (die im 17. Jahrhundert noch Zinnen trug). Schlüsselscharten im Kirchengiebel. |      | 62307                                                                    |
| Hochkraig (Alt-Kraig; Oberes der Kraiger Schlösser)                | Frauenstein Lage                                    | Burg                                     | errichtet im 12./13. Jahrhundert; seit Mitte des 17. Jahrhunderts unbewohnt. | Ruine mit großteils erhaltenem romanischen Bergfried |      | 34254                                                                    |
| Niederkraig (Neu-Kraig; Unteres der Kraiger Schlösser)             | Frauenstein Lage                                    | Burg                                     | errichtet im 12./13. Jahrhundert; Ausbau 14. bis 16. Jahrhundert; seit Mitte des 18. Jahrhunderts unbewohnt. Ein Rundturm im 18. Jahrhundert zu einer Kapelle umgebaut. sagenhaft früher „Plankenstein“.                                                                     | ausgedehnte Ruine mit romanischem Bergfried und Palas des 16. Jahrhunderts; Kapelle erhalten. |      | 34254                                                                    |
| Turmburg Kraig (Fallturm; Vorwerk der Kraiger Schlösser)           | Frauenstein Lage                                    | Vorwerk                                  | errichtet im 12. Jahrhundert. | romanischer Rundturm restauriert, bewohnt. |      | 34254                                                                    |
| Krasta                                                             | Kappel am Krappfeld ungef. Lage                     | Feste?                                   | sagenhafte Anlage | |      | nein                                                                     |
| Wallanlage Kremserkogel (Altosterwitz)                             | Sankt Georgen am Längsee Lage                       | Wallanlage                               | frühmittelalterliche Wallanlage. | gut erhaltene Wallanlage |      | nein                                                                     |
| Schloss Krumfelden                                                 | Althofen Lage                                       | Schloss                                  | Gut seit 11. Jahrhundert genannt. | erhalten; als Wohngebäude genutzt. |      | 102014                                                                   |
| Kulmberg (bei Liebenfels)                                          | Liebenfels Lage                                     | Befestigung                              | | befestigtes Gipfelplateau |      | nein                                                                     |
| Wallanlage Kulmerberg (Kulm; bei St. Veit)                         | Frauenstein Lage                                    | Wallanlage                               | bronzezeitliche Wallanlage | Wallanlage erkennbar |      | nein                                                                     |
| Burg Labegg                                                        | Brückl Lage                                         | Burg                                     | um 1200 erwähnte Burg, um 1430 als „Turm“ erwähnt. | verfallen |      | nein                                                                     |
| Wallanlage Landschaden                                             | Brückl Lage                                         | Wallanlage                               | urgeschichtliche Scherbenfunde. | Wallanlage deutlich erkennbar. |      | nein                                                                     |
| Wehrkirche Launsdorf                                               | Sankt Georgen am Längsee Lage                       | Wehrkirche                               | wohl im 15. Jahrhundert befestigt. Befestigung im 18. Jahrhundert abgetragen. | eisenbeschlagene Tür erhalten. |      | 34604                                                                    |
| Burg Lavant                                                        | Friesach Lage                                       | Burg                                     | romanische Burg, im 14. bis 16. Jahrhundert ausgebaut; Brand 1673. | teilweise Ruinen; teilweise in schlechtem Zustand erhalten. |      | 34283                                                                    |
| Neuschloss Lavant (Dominikanerinnenkloster)                        | Friesach Lage                                       | Schloss                                  | 1673 Propstei errichtet. 1781 an Bistum Lavant, „Neues Lavant(er)schloss“ genannt. 1888 an Dominikanerinnen, Umbau. | erhalten. |      | 102366                                                                   |
| Gut Lebmach (Anwesen Wutte, Mullehof)                              | Liebenfels Lage                                     | Gutshof                                  | im 10. Jahrhundert Königsgut erwähnt; 2. Hälfte 19. Jahrhundert Schlösschen errichtet. | erhalten; bewohnt. |      | nein                                                                     |
| Wehrkirche Lebmach                                                 | Liebenfels Lage                                     | Wehrkirche                               | Kirche wohl im 15. Jahrhundert befestigt. Schießscharten im Turm später vermauert. | eisenbeschlagene Tür erhalten. |      | 62382                                                                    |
| Burg Liebenfels (Hochliebenfels)                                   | Liebenfels Lage                                     | Burg                                     | Burg 13./14. Jahrhundert errichtet; zunächst isolierter Westturm im 15. Jahrhundert durch Mauern mit Hauptburg verbunden. Ende 15. Jahrhundert teilweise zerstört. | weitläufige Ruinen, beide Bergfriede erhalten. |      | 34610                                                                    |
| Bollwerke Liebenfels                                               | Liebenfels Lage                                     | Bollwerk                                 | Ende des 15. Jahrhunderts von Ungarn für Belagerung/Beschuss der Burg Liebenfels errichtet. | Graben und Wälle erkennbar |      | nein                                                                     |
| Wehrkirche Lieding                                                 | Straßburg Lage                                      | Wehrkirche                               | Kirche, Karner und Wirtschaftshof im 15. Jahrhundert befestigt. | Befestigung großteils abgekommen. |      | 62404                                                                    |
| Burg Liemberg (Alt-Liemberg)                                       | Liebenfels Lage                                     | Burg                                     | Burg im 12. Jahrhundert errichtet; im 16. Jahrhundert aufgegeben. | Ruine |      | 34614                                                                    |
| Schloss Liemberg                                                   | Liebenfels Lage                                     | Schloss                                  | Schloss Mitte 16. Jahrhundert errichtet. | erhalten; bewohnt. |      | 34615                                                                    |
| Wehrkirche Liemberg                                                | Liebenfels Lage                                     | Wehrkirche                               | Kirche vor oder gleichzeitig mit Schloss befestigt; laut Darstellung von 1688 mit Zinnenmauer umgeben. | heutige Zinnen wohl niedriger als Original. |      | 62407                                                                    |
| Lind                                                               | Weitensfeld im Gurktal ungef. Lage                  | Burg?                                    | von Unrest ausgestorbenes Geschlecht der Lind im Gurktal genannt. | verschollen |      | nein                                                                     |
| Lojatz                                                             | Frauenstein Lage                                    | Wallanlage                               | völkerwanderungszeitliche(?) Anlage. | befestigte Kuppe |      | nein                                                                     |
| Schloss Lölling (Zechnerhof, Dickmann-Schlössl)                    | Hüttenberg Lage                                     | Gutshof                                  | Gewerkensitz des 16. Jahrhunderts 1834 durch Neubau ersetzt; Ende 19. Jahrhundert von Erzherzog Franz Ferdinand als Jagdschloss genutzt. | erhalten; bewohnt. |      | 41405                                                                    |
| Lorberhof                                                          | Liebenfels Lage                                     | Gutshof                                  | ab 1571 urkundlich erwähnt. | stark umgebaut erhalten; bewohnt. |      | nein                                                                     |
| Lorenzenberg (Lorenziberg)                                         | Micheldorf Lage                                     | Wallanlage                               | spätantike oder frühmittelalterliche Befestigung. | ausgedehnte Wallanlage erkennbar; die Fest selber abgekommen, seit 11. Jahrhundert kleine Kirche. |      | 62430                                                                    |
| Stadt auf dem Magdalensberg                                        | Sankt Georgen am Längsee Lage                       | befestigte Stadt                         | spätkeltisch-frührömische Stadt, durch Wälle gesichert. | Wälle |      | 12579                                                                    |
| Mailänderhof                                                       | Sankt Veit an der Glan Lage                         | Ansitz                                   | Bau (landtäfliches Gut) von Ende des 18. Jahrhunderts. | erhalten, bewohnt. |      | nein                                                                     |
| Befestigung bei Mailsberg                                          | Liebenfels Lage                                     | Befestigung                              | befestigte Kuppe mit Steingebäude | befestigte Kuppe, Gebäudereste |      | nein                                                                     |
| Burg Mannsberg                                                     | Kappel am Krappfeld Lage                            | Burg                                     | erstmals erwähnt 11. Jahrhundert; ausgebaut bis zum 16. Jahrhundert. Ende des 19. Jahrhunderts teilweise wiederhergestellt. | erhalten; bewohnt. |      | 34419                                                                    |
| Schloss Mayerhofen                                                 | Friesach Lage                                       | Schloss                                  | Gut seit 12. Jahrhundert; heutiges Schloss Ende 17. Jahrhundert erbaut. | erhalten; bewohnt. |      | 34814                                                                    |
| Wehrkirche Meiselding                                              | Mölbling Lage                                       | Wehrkirche                               | im 15. Jahrhundert befestigt. | Sakristei an der Nordseite immer noch mit stark wehrhaftem Charakter (Schlüssellochscharten). |      | 62515                                                                    |
| Turm Metnitz                                                       | Metnitz Lage                                        | Turm                                     | 1370 (vielleicht auch schon 1285 genannt). 1420 öd. auf Resten des Turms wurde spätgotischer Pfarrhof errichtet. | Mauern im Südwestteil des Pfarrhofs erhalten. |      | 62518                                                                    |
| Wallanlage Metnitz                                                 | Metnitz Metnitz Schattseite                         | Wallanlage                               | urgeschichtliche (?) Wallanlage. | |      | nein                                                                     |
| Wehrkirche Metnitz                                                 | Metnitz Lage                                        | Wehrkirche                               | Kirche im letzten Drittel des 15. Jahrhunderts befestigt. | nur kleine Teile der Wehranlagen (niedriger Rest der Mauer mit Schießscharten) erhalten. |      | 62520                                                                    |
| Wehrkirche Micheldorf                                              | Micheldorf Lage                                     | Wehrkirche                               | | Befestigung abgekommen. |      | 62522                                                                    |
| Möselhof (Mösslhof, Möselhofen, Ansitz Voitsch)                    | Klein Sankt Paul Lage                               | Gutshof                                  | spätmittelalterlicher Bau. 1978 abgerissen und durch neue Gebäude ersetzt. | abgekommen. |      | nein                                                                     |
| Muraunberg                                                         | Sankt Veit an der Glan Lage                         | Wallanlage                               | urgeschichtlich? spätantik? frühmittelalterlich? | ovaler Erdwall |      | nein                                                                     |
| Muraunberg                                                         | Sankt Veit an der Glan Lage                         | Wallanlage                               | urgeschichtlich? spätantik? frühmittelalterlich? | Erdbefestigung, südlich Sichelwall, nordöstlich drei Gräben |      | nein                                                                     |
| Schloss Niederdorf                                                 | Sankt Veit an der Glan Lage                         | Schloss                                  | im 14. Jahrhundert Ansitz; heutiger Bau 1534 errichtet. südlicher Trakt im frühen 20. Jahrhundert abgetragen. | teilweise erhalten; bewohnt. |      | 34839                                                                    |
| Schloss Niederosterwitz (Afftendorf)                               | Sankt Georgen am Längsee Lage                       | Schloss                                  | im 16. Jahrhundert kleines Herrenhaus; im 17. Jahrhundert ausgebaut; um 1800 um einen Flügel erweitert. | erhalten; bewohnt. |      | 34801                                                                    |
| Burg Nussberg                                                      | Frauenstein Lage                                    | Burg                                     | Burg im frühen 12. Jahrhundert errichtet und bis zum 16. Jahrhundert ausgebaut; seit Ende 17. Jahrhundert Verfall. | teils ruinös, teils als Wohngebäude genutzt. |      | 34259                                                                    |
| Jagdschloss Oberhof                                                | Metnitz Lage                                        | Jagdschloss                              | um 1880 als Jagdschloss für Graf Schlick erbaut. | erhalten. |      | nein                                                                     |
| Wehrkirche Obermühlbach mit Pfarrhof                               | Frauenstein Lage                                    | Wehrkirche mit Pfarrhof                  | ab 1134 Ansitz genannt. heutiger Pfarrhof mit mittelalterlichem Kern, mehrfach um- und ausgebaut. | Pfarrhof umgebaut erhalten; Friedhofsmauer mit Schießscharten nur mehr bis zu 3 m Höhe erhalten. |      | 62615                                                                    |
| Burg Ödenvest (Ehrenvest, Odnfels)                                 | Sankt Georgen am Längsee Lage                       | Burg                                     | Alter unklar; 1612 als ödes Schloss bezeichnet. 2. Hälfte des 20. Jahrhunderts durch Steinbruch abgekommen. | abgekommen |      | nein                                                                     |
| Odwinskogel                                                        | Sankt Georgen am Längsee Lage                       | Wallanlage                               | urgeschichtliche Funde. | Wallanlage |      | nein                                                                     |
| Kleiner Odwinskogel                                                | Sankt Georgen am Längsee Lage                       | Wallanlage                               | urgeschichtliche Funde. | Wallanlage |      | nein                                                                     |
| Höhensiedlung Ottilienkogel                                        | Liebenfels Lage                                     | Feste                                    | urgeschichtliche Höhensiedlung; Gipfelbereich im 10. und im 15. Jahrhundert (Türkenkriege) durch Wälle befestigt. | Wallanlagen teilweise erhalten. |      | 68160                                                                    |
| Burg Petersberg                                                    | Friesach Lage                                       | Burg                                     | im 11. Jahrhundert gegründet; laufend ausgebaut bis Ende des 15. Jahrhunderts. ab 17. Jahrhundert Verfall; ab Ende des 19. Jahrhunderts Sicherungsarbeiten. | teils erhalten, teils Ruinen. |      | 34264 61723                                                              |
| Pfannhof                                                           | Frauenstein Lage                                    | Schloss                                  | Schloss im 15. Jahrhundert errichtet, Ende des 16. Jahrhunderts als Renaissanceschloss ausgebaut. 1930 Brand, Verfall. | verfallende Ruine |      | 34260                                                                    |
| Pirkerhof (am Krappfeld) (Rasolnighof)                             | Althofen Lage Althofen, Undsdorfer Str. 21          | Gutshof                                  | | bewohnt. |      | nein                                                                     |
| Befestigung beim Pirkerhof (Gde. Weitensfeld)                      | Weitensfeld im Gurktal Lage                         | Befestigung                              | mittelalterliche(?) Befestigung. | überformte Geländestrukturen (verfallene Gebäude?) erkennbar. |      | nein                                                                     |
| Wehrkirche Pisweg                                                  | Gurk Lage                                           | Wehrkirche                               | im 12. Jahrhundert errichtet; mehrfach umgebaut. | Befestigung abgekommen. |      | 62680                                                                    |
| Plaggowitzhof (Plukowitzhof)                                       | Hüttenberg Lage                                     | Gutshof                                  | Ende 16. Jahrhundert errichtet, mit älterem Kern. | erhalten; bewohnt |      | 104422                                                                   |
| Plamberg                                                           | Friesach Lage                                       | Burg                                     | Geschlecht der Plamberger im 15. Jahrhundert bereits abgekommen. | Befestigungsreste (Doppelgraben, befestigte Kuppe) |      | nein                                                                     |
| Burg Pöckstein (Böckstein, Alt-Pöckstein)                          | Althofen Lage                                       | Burg                                     | erbaut im 12. Jahrhundert von Gurker Bischöfen. früh zerstört. | verfallen, Teile zweier in Fels gehauener Wände sichtbar; von mächtigen Wällen umgeben |      | nein                                                                     |
| Schloss Pöckstein (Zwischenwässern)                                | Straßburg Lage Pöckstein 1                          | Schloss                                  | ab frühem 17. Jahrhundert Gewerkensitz; der wurde um 1780 durch einheitlich klassizistisches Schloss (als Bischofsresidenz errichtet) ersetzt. | erhalten, Führungen möglich. |      | 62733                                                                    |
| Pörlinghof                                                         | Frauenstein Lage                                    | Gutshof                                  | Hof ab 1269 genannt. | bewohnt. |      | 69172                                                                    |
| Wallanlage Prailing                                                | Klein Sankt Paul Lage                               | Wallanlage                               | | Wallanlage deutlich erkennbar. |      | nein                                                                     |
| Preisenhof (Preussenhof, Pressenhof)                               | Hüttenberg Lage                                     | Gutshof                                  | ab 18. Jahrhundert nachweisbar. | erhalten; leerstehend. |      | nein                                                                     |
| Pfarrhof Projern                                                   | Sankt Veit an der Glan Lage                         | Wehrbau                                  | mittelalterlicher Wehrbau; mehrmals umgebaut. | umgebaut erhalten; bewohnt. |      | 62720                                                                    |
| Propsthof Friesach                                                 | Friesach Lage                                       | Adelssitz                                | im 15. Jahrhundert als Adelssitz der Thanhausen über älterem Kern errichtet. ab 1653 Klosterbesitz; ausgebaut. Fassade um 1770 gestaltet. | erhalten. |      | 61720                                                                    |
| Burg Prosenstein (Reichenhaus)                                     | Gurk Lage                                           | Burg                                     | 12. bis 14. Jahrhundert erwähnt. | völlig verfallen; zwei niedrige Gräben bzw. Wälle um den Burghügel (Mitte 20. Jahrhundert noch Mauer- und Turmrest erkennbar).                                                                                |      | nein                                                                     |
| Wehrkirche Pulst und Pfarrhof                                      | Liebenfels Lage                                     | Wehrkirche und ehem. Adelssitz           | Ministerialensitz ab 1105 erwähnt; ab 1262 Johanniter-/Malteserkommende. Dieser Hof mit damals turmartiger Verstärkung in die spätgotische Kirchhofbefestigung eingebunden. um 1490 mehrere Jahre von Ungarn besetzt.                                                        | Wehranlagen großteils abgekommen; Kirche und umgebauter Hof erhalten. |      | 26882                                                                    |
| Putzenhof (Buzzenhof)                                              | Straßburg Lage Straßburg, Hauptplatz 19             | Gutshof                                  | 13. bis Anfang 15. Jahrhundert erwähnt als Sitz der Familie Buzzo (Puzzo), Truchsesse der Bischöfe. | |      | nein                                                                     |
| Burg Rabenstein                                                    | Althofen ungef. Lage                                | Burg                                     | ab 11. Jahrhundert erwähnt; 1292 und 1307 zerstört. | abgekommen |      | nein                                                                     |
| Rabensteinerhof                                                    | Althofen Lage                                       | Gutshof                                  | spätmittelalterlicher Kern; 1612 und 1650 als Schloss in Karten verzeichnet. | erhalten; bewohnt |      | nein                                                                     |
| Radweg (Ilmitzerhof)                                               | Sankt Veit an der Glan Lage                         | Gutshof                                  | Gutshof ab 1431 genannt; später auch als Schloss bezeichnet. | heutiges Schloss ist ein neuer Bau. |      | nein                                                                     |
| Rahmschüsselhof (Ramschißlhof, Unterstein, Gösslhof)               | Kappel am Krappfeld Lage                            | Gutshof                                  | urkundlich ab frühem 15. Jahrhundert erwähnt (damals Sitz der von Hornberg); Hof mit romanischem Kern, nach Brand (1531) 16./17. Jahrhundert umgebaut. | umgebaut erhalten; bewohnt. |      | nein                                                                     |
| Ranftlhof (Rafftelhof)                                             | Sankt Veit an der Glan Lage                         | Gutshof                                  | seit 17. Jahrhundert Gutshof. | umgebaut erhalten; bewohnt. |      | nein                                                                     |
| Rasperg (Rabensberg, Reinsberg)                                    | Weitensfeld im Gurktal ungef. Lage                  | Burg?                                    | Anfang 18. Jahrhundert bereits verfallen. | verschollen |      | nein                                                                     |
| Schloss Rastenfeld                                                 | Mölbling Lage                                       | Schloss (ehem. Burg)                     | im 13. Jahrhundert Burg erbaut; im 15./16. Jahrhundert völlig umgestaltet zu Schloss. | erhalten; bewohnt. |      | 34671                                                                    |
| Wehrkirche Rasting                                                 | Liebenfels Lage                                     | Wehrkirche                               | Kirche zumindest ab 1200. Ende 18. Jahrhundert aufgelassen, zu Wohnhaus umgebaut. im 20. Jahrhundert abgekommen. | abgekommen. |      | nein                                                                     |
| Wehrturm Reidenau                                                  | Liebenfels Lage                                     | Feste                                    | romanischer Wehrbau; im 15. Jahrhundert zu Kirche umgestaltet; Anfang 19. Jahrhundert profaniert. | erhalten. |      | 47185                                                                    |
| Rosenbichl (Münzenbach)                                            | Liebenfels Lage                                     | Schloss                                  | um 1535 Edelmannsitz spätgotisch errichtet. 1566 ausgebaut. 1935 umgebaut und aufgestockt. | stark umgebaut erhalten; bewohnt |      | nein                                                                     |
| Rottenberg (Ratenburg)                                             | Sankt Georgen am Längsee Lage                       | Burg                                     | im 16. Jahrhundert schon abgekommen | abgekommen |      | nein                                                                     |
| Schloss Rottenstein                                                | Sankt Georgen am Längsee Lage                       | Schloss                                  | 1868 im historistischen Stil errichtetes Schloss (an Stelle eines ehemaligen Gewerkensitzes). | erhalten; bewohnt. |      | 105444                                                                   |
| Rotturm (Rothenthurn)                                              | Friesach Lage                                       | burgähnlicher Teil der Stadtbefestigung  | ein Wehrturm 1140 errichtet; Ende 13./Anfang des 14. Jahrhunderts in Stadtbefestigung einbezogen. | Ruinen dreier Wehrtürme |      | 34285                                                                    |
| Wehrkirche Sankt Donat                                             | Sankt Veit an der Glan Lage                         | Wehrkirche                               | | Wehrmauern im 18. Jahrhundert abgetragen |      | 63010                                                                    |
| Sankt Florian                                                      | Kappel am Krappfeld ungef. Lage                     | Feste?                                   | | Mauerreste auf schmalem Felsrücken |      | nein                                                                     |
| Wehrstift Sankt Georgen am Längsee                                 | Sankt Georgen am Längsee Lage                       | Wehrstift                                | Klostergründung 1010. Ungarneinfall 1259, Türkeneinfall 1473. Nordtrakt 1546 errichtet, Rest großteils im 17. Jahrhundert. Kloster 1782 aufgehoben. | Befestigungsanlagen abgekommen; Stift erhalten. |      | 34804                                                                    |
| Wehrkirche Sankt Georgen unter Straßburg                           | Straßburg Lage                                      | Wehrkirche (und Feste?)                  | 1044 Kirche und Hof genannt. Befand sich auf dem Plateau westlich davon eine kleine mittelalterliche Burg? | Befestigungsanlagen abgekommen; Kirche erhalten. |      | 63019                                                                    |
| Wehrkirche Sankt Klementen                                         | Kappel am Krappfeld Lage                            | Wehrkirche                               | Kirche befestigt; in Türkenkriegen (15. Jahrhundert) belagert. | kleine Teile der Befestigung erhalten |      | 63077                                                                    |
| Wehrkirche Sankt Kosmas                                            | Mölbling Lage                                       | Wehrkirche                               | Kirche im 15. Jahrhundert erobert; im 16. Jahrhundert neu befestigt. | kleine Teile der Befestigung erhalten |      | 63078                                                                    |
| Wehrkirche Sankt Martin am Krappfeld und Pfarrhof                  | Kappel am Krappfeld Lage                            | Wehrkirche/-ensemble                     | Kirche im späten 11. Jahrhundert erbaut; daneben im Kern hochmittelalterlicher ehemaliger Wehrbau (heute Pfarrhof); Kirche im 15. Jahrhundert von Türken erobert. | Wehranlagen bei Umbau abgetragen; Pfarrhof barockisiert erhalten. |      | 6313663134                                                               |
| Wehrkirche Sankt Martin am Silberberg                              | Hüttenberg Lage                                     | Wehrkirche                               | Wehrkirche des 15. Jahrhunderts. | Wehranlagen abgekommen. |      | 63137                                                                    |
| Wehrkirche Sankt Oswald ob Hornburg                                | Eberstein Lage                                      | Wehrkirche                               | | Befestigungsanlagen abgekommen. |      | 63167                                                                    |
| Schloss Sankt Salvator                                             | Friesach Lage                                       | Schloss                                  | im Kern mittelalterlicher Bau (identisch mit Landgerichtssitz des frühen 17. Jahrhunderts?); um 1820 zu Biedermeiervilla umgebaut. | völlig umgebaut erhalten |      | 34813                                                                    |
| Wehrkirche Sankt Sebastian                                         | Sankt Georgen am Längsee Lage                       | Wehrkirche                               | Wehrkirche des 15. Jahrhunderts. | Wehranlagen abgekommen. |      | 63222                                                                    |
| Wehrkirche Sankt Stefan am Krappfeld                               | Mölbling Lage                                       | Wehrkirche                               | Kirche in Türkenzeit befestigt; von Ungarn erobert. | Wehranlagen weitgehend abgekommen. |      | 63240                                                                    |
| Herzogburg Sankt Veit                                              | Sankt Veit an der Glan Lage                         | Burg                                     | im 13. Jahrhundert errichtet; im 16. Jahrhundert als landesfürstliches Zeughaus ausgebaut. | teilweise erhalten; teilweise bewohnt. |      | 34819                                                                    |
| Stadtbefestigung Sankt Veit an der Glan                            | Sankt Veit an der Glan Lage                         | Stadtbefestigung                         | Stadt seit frühem 13. Jahrhundert befestigt; „heutige“ Befestigung stammt großteils aus 14. und 15. Jahrhundert. | rund 10 m hohe Stadtmauer in etwa 1 km Länge erhalten; Wehrgraben teilweise noch erkennbar; Basteiturm erhalten.                                                                                              |      | 34817 67865 129086                                                       |
| Wehrkirche Sankt Walburgen                                         | Eberstein Lage                                      | Wehrkirche                               | gotische Befestigung. Wehrmauer um 1900 abgetragen. | Befestigung abgekommen. |      | 63364                                                                    |
| Wehrkirche Sankt Wolfgang                                          | Metnitz Lage                                        | Wehrkirche                               | 2. Hälfte 15. Jahrhundert befestigt. | bis 7 m hohe Wehrmauer weitgehend erhalten |      | 105752                                                                   |
| Scharffenberg                                                      | Gurktal                                             | Burg?                                    | um 1300 erwähnt; Anfang 18. Jahrhundert bereits verfallen. | verschollen |      | nein                                                                     |
| Schaumburg (Rhünacher Thurn)                                       | Frauenstein Lage                                    | Burg                                     | romanische Burg des 12. Jahrhunderts, im 14. Jahrhundert erweitert, früh verfallen. | bis zu 6 m hohe Mauerreste erhalten. |      | 48607                                                                    |
| Schletterhof (Pandigorhof, Lindenbaumerhof)                        | Sankt Veit an der Glan Lage                         | Gutshof                                  | im 14. Jahrhundert Pandigorhof genannt; heutiger Bau errichtet im 17. Jahrhundert (über älterem Kern: vermauerter Rundturm mit Schießscharten). | erhalten; bewohnt. |      | 34795                                                                    |
| Scharlitzerhof (Scherlitzerhof)                                    | Friesach Lage                                       | Gutshof                                  | | |      | nein                                                                     |
| Wallanlage Schlossriegel                                           | Weitensfeld im Gurktal Lage                         | Wallanlage                               | frühmittelalterlich | Wallanlage |      | nein                                                                     |
| Schmaritzenhof                                                     | Straßburg Lage                                      | Gutshof                                  | kleiner spätmittelalterlicher spätgotischer Wehrbau; renaissancezeitlich umgestaltet und sgraffitoverziert (1586); 2009 abgebrannt. | Ruine |      | nein                                                                     |
| Schöttlhof (Schettelhof)                                           | Kappel am Krappfeld Lage                            | Gutshof                                  | errichtet im 16. Jahrhundert. | mehrfach umgebaut erhalten; bewohnt. |      | nein                                                                     |
| Gut Seebichl                                                       | Frauenstein Lage                                    | Gutshof                                  | ab Anfang des 17. Jahrhunderts erwähnt; auch als Schloss bezeichnet. umgebaut, modernisiert; 2. Hälfte 20. Jahrhundert durch Neubau ersetzt. | durch Neubau ersetzt |      | nein                                                                     |
| Wallanlage Seebichl                                                | Frauenstein Lage                                    | Wallanlage                               | urgeschichtlich | |      | nein                                                                     |
| Sichelhof                                                          | Guttaring Lage Deinsberg 5                          | Gutshof                                  | Deinsberg ab 1121 erwähnt; der Sichelhof selbst erst im 17. Jahrhundert zweifelsfrei genannt. | bewohnt (= Nachfolgebau?) |      | nein                                                                     |
| Siebenaicherhof (Doktorhof)                                        | Frauenstein Lage Siebenaich 1                       | Gutshof                                  | Ansitz ab 12. Jahrhundert erwähnt; im 17. Jahrhundert Hammerwerk. | bewohnt (= Nachfolgebau?) |      | nein                                                                     |
| Burg Silberberg                                                    | Hüttenberg Lage                                     | Burg                                     | ab 13. Jahrhundert erwähnt; zumindest bis Ende 17. Jahrhundert bewohnt. | Ruine |      | 104401                                                                   |
| Wirtschaftshof Silberberg                                          | Hüttenberg Lage                                     | Gutshof                                  | spätmittelalterlicher Wirtschaftshof, renaissancezeitlich wehrhaft erweitert. um 1800 schon in Verfall. | verfallen |      | nein                                                                     |
| Burg Silberegg                                                     | Kappel am Krappfeld                                 | Burg                                     | 1274 erwähnt; 1292 aufgebaut. | verschollen |      | nein                                                                     |
| Schloss Silberegg                                                  | Kappel am Krappfeld Lage                            | Schloss                                  | im 16. Jahrhundert errichtet; mehrmals umgebaut. | umgebaut, gut erhalten; bewohnt. |      | 34420                                                                    |
| Wehrkirche Sörg                                                    | Liebenfels Lage                                     | Wehrkirche                               | spätgotische Befestigung um Kirche, Wehrturm. | Befestigung teilweise erhalten. |      | 63419                                                                    |
| Spitzwiesen                                                        | Deutsch-Griffen Lage                                | Wallanlage                               | | mächtige Graben- und Wallanlage schützt das dreieckige Plateau gegen Südwesten; auch nach Nordosten durch zwei Gräben geschützt.                                                                              |      | nein                                                                     |
| Schloss Stadelhof (Stadlhof, Pach)                                 | Sankt Veit an der Glan Lage                         | Schloss                                  | Gutshof von Ende des 16. Jahrhunderts; in der 2. Hälfte des 18. Jahrhunderts zu einem Schloss ausgebaut. | erhalten, bewohnt. |      | 34841                                                                    |
| Wallanlage Stadelhof (Türkenschanze)                               | Sankt Veit an der Glan Lage                         | Wallanlage                               | bronzezeitliche Befestigung. | Wallanlage erkennbar |      | nein                                                                     |
| Stammersdorf                                                       | Frauenstein ungef. Lage?                            | Burg?                                    | Megiser erwähnte ein erloschenes Rittergeschlecht Czemerstorffer am Stainpuchuel. | verschollen |      | nein                                                                     |
| Staudachhof (im Metnitztal) (Gut Weilern)                          | Friesach Lage                                       | Gutshof                                  | Gut Weilern (Wilar) ab Anfang des 12. Jahrhunderts genannt. heutiger Bau 2. Hälfte des 16. Jahrhunderts errichtet. | erhalten; als Wohngebäude genutzt. |      | 103122                                                                   |
| Staudachhof (Staudacherhof, Staudahof, Mannhof, Hof Übersberg)     | Guttaring Lage                                      | Gutshof                                  | erbaut im 16. Jahrhundert. | erhalten; bewohnt. |      | nein                                                                     |
| Steinbichl (Steinpüchl)                                            | Frauenstein ungef. Lage?                            | Schloss                                  | im 13. Jahrhundert erwähnt. | verschollen |      | nein                                                                     |
| Steinbrücken-Platte                                                | Sankt Georgen am Längsee Lage                       | Feste                                    | befestigter Lagerplatz, mit Wall; schwer datierbare Scherbenfunde (2.–9. Jahrhundert?). | Plateau an drei Seiten natürlich durch Steilabfall geschützt; an Ostseite durch Graben bzw. Wall abgegrenzt.                                                                                                  |      | nein                                                                     |
| Stögerhof (Stegerhof)                                              | Metnitz Lage                                        | Gutshof                                  | im Kern mittelalterlicher Bau; ehem. Edelmannsitz. | umgebaut erhalten. |      | nein                                                                     |
| Stranighof (Stranghof)                                             | Liebenfels Lage                                     | Gutshof                                  | ehem. Meierhof der Burg Hardegg? | stark umgebaut. |      | nein                                                                     |
| Schloss Straßburg                                                  | Straßburg Lage                                      | Schloss (ehem. Burg)                     | Burg im 12. Jahrhundert erbaut; mehrmals erweitert. Im 17. Jahrhundert zu Barockschloss ausgebaut, doch ab Mitte 18. Jahrhundert Verfall. In der 2. Hälfte des 20. Jahrhunderts wiederaufgebaut.                                                                             | großteils wiederhergestellt; Besichtigung möglich. |      | 63411                                                                    |
| Stadtbefestigung Straßburg                                         | Straßburg Lage                                      | Stadtbefestigung                         | etwa um 1200 wurde die Stadt mit Mauern (mit 5 Türmen) befestigt; im 16. Jahrhundert Mauern verstärkt. | Teile der Stadtmauer erhalten; ein ehemaliger Wehrturm in das Gasthaus Koller integriert. |      | 23749 68207                                                              |
| Burg Süßenstein                                                    | Hüttenberg Lage                                     | Burg                                     | 1297 zerstört; nochmals aufgebaut. | mehrmals umgebaut, in den letzten Jahrhunderten landwirtschaftlich genutzt, nun im Verfall |      | nein                                                                     |
| Schloss Süßenstein                                                 | Hüttenberg Lage                                     | Schloss (ehem. Burg)                     | gotischer Kern; im 17. Jahrhundert ausgebaut; in den 1970er-Jahren um- und ausgebaut. | modernisiert umgebaut erhalten; bewohnt. |      | 104528                                                                   |
| Burg Taggenbrunn                                                   | Sankt Georgen am Längsee Lage                       | Burg                                     | Burg errichtet im frühen 12. Jahrhundert; um 1500 ausgebaut. Verfall ab 18. Jahrhundert. | im Wiederaufbau |      | 34806                                                                    |
| Herrenhaus Taggenbrunn                                             | Sankt Georgen am Längsee Lage                       | Herrenhaus                               | Herrenhaus errichtet 2. Hälfte des 19. Jahrhunderts. (In diesem Bereich schon ab 16. Jahrhundert nun abgekommenes Herrenhaus mit teils erhaltenen Wirtschaftsgebäuden.) | erhalten, bewohnt. |      | nein                                                                     |
| Burg Tanzenberg (Weißenstein)                                      | Deutsch-Griffen ungef. Lage                         | sagenhafte Burg                          | 13. Jahrhundert erwähnt. | verschollen. |      | nein                                                                     |
| Schloss Tanzenberg                                                 | Sankt Veit an der Glan Lage                         | Schloss (ehem. Burg)                     | Burg aus dem 13./14. Jahrhundert zu Schloss erweitert; im 16. Jahrhundert zu riesigem Renaissanceschloss umgebaut. Im 19. Jahrhundert Verfall; ab 1898 Wiederaufbau/Umbau als Kloster.                                                                                       | wiederaufgebaut; als Schulgebäude genutzt. |      | 63423                                                                    |
| Gut Teichental                                                     | Glödnitz Lage                                       | Gutshof, Wehrturm                        | um 1400 erwähnt. Wehrturm wurde später als Getreidespeicher benutzt und in den 1960er-Jahren abgerissen. | abgekommen. |      | nein                                                                     |
| Schloss Thurnhof (Thurn, Pregern, Prägrad)                         | Weitensfeld im Gurktal Lage                         | Schloss                                  | seit dem 12. Jahrhundert hier ein Ansitz. Bau des Schlosses im 16. Jahrhundert, unter Einbeziehung eines Wehrturms aus dem 14. Jahrhundert; im 18. Jahrhundert etwas umgestaltet.                                                                                            | gut erhalten, bewohnt. |      | 35213                                                                    |
| Neues Schloss Thurnhof                                             | Weitensfeld im Gurktal Lage                         | Schloss/Herrenhaus                       | im 17. Jahrhundert Renaissanceschlösschen neben dem „alten“ Schloss Thurnhof. abgekommen; ab 1995 durch Neubau ersetzt. | abgekommen / Neubau in Anlehnung an alte Darstellung. |      | nein                                                                     |
| Thurnhof (in Micheldorf)                                           | Micheldorf Lage                                     | Turm                                     | um 1250 und im 16. Jahrhundert Turm erwähnt. Später Umbau als Gewerkensitz, dann Umbau zur Schule. Bei Teilabriss 2015 Gebäudekern aus 13. Jahrhundert entdeckt. | umgebaut erhalten. |      | 46490                                                                    |
| Schloss Töscheldorf                                                | Althofen Lage                                       | Schloss                                  | Gutshof ab 14. Jahrhundert. heutiges Schloss im 17. Jahrhundert als Gewerkensitz errichtet. | erhalten; als Schule genutzt. |      | 131001                                                                   |
| Schloss Treibach                                                   | Althofen Lage                                       | Schloss                                  | errichtet im 17. Jahrhundert als Gewerkensitz; weitgehend umgebaut/modernisiert 19. Jahrhundert. | umgebaut erhalten; als Direktionsgebäude (Treibacher Industrie) genutzt. |      | nein                                                                     |
| Burg Triebenberg (Trübenberg), Turm bei der Teuchl, Metnitzer Turm | Metnitz Lage                                        | Burg                                     | 1302 zerstört; wiederaufgebaut; im 17. Jahrhundert Ruine. | geringe Mauerreste erhalten; Kalvarienberg |      | nein                                                                     |
| nördliche Türkenschanze                                            | Glödnitz Lage                                       | Wallanlage                               | | Wallanlage sichtbar |      | nein                                                                     |
| Burg Übersberg                                                     | Guttaring Lage                                      | Burg                                     | 14. bis frühes 16. Jahrhundert erwähnt. | geringfügige Ruinen erhalten. (außerdem möglich: war die nördlich gelegener St.-Gertruds-Kirche die ehemalige Burgkapelle mit Befestigung?)                                                                   |      | nein                                                                     |
| Plateau bei Untermühlbach                                          | Sankt Georgen am Längsee Lage                       | Befestigung?                             | | befestigtes Plateau? |      | nein                                                                     |
| Propsteiburg Virgilienberg                                         | Friesach Lage                                       | Propsteiburg                             | um 1200 errichtet. | geringfügige Ruinen erhalten. |      | 102376                                                                   |
| Wallanlage bei Voitsch                                             | Klein Sankt Paul Lage                               | Wallanlage                               | | zwei markante, aber stark verwachsene Gräben. |      | nein                                                                     |
| Wehrkirche Maria Waitschach                                        | Guttaring Lage                                      | Wehrkirche                               | Im 15. Jahrhundert Kirche mit Wehranlagen errichtet. im 19. Jahrhundert Torturm und Wehrmauer weitgehend abgebrochen. | im Norden Stück der ca. 3,5 m hohen Wehrmauer mit Schießscharte erhalten. Wehrhafte Türflügel mit Schießlöchern am Nordportal und am Karner. Holzerker mit Gusslöchern am Chor.                               |      | 63674                                                                    |
| Walischhof (Wällischhof)                                           | Kappel am Krappfeld Lage                            | Gutshof                                  | | abgekommen |      | nein                                                                     |
| Wallanlage Wappenberg                                              | Kappel am Krappfeld Lage                            | Wallanlage                               | | Wallanlage deutlich erkennbar |      | nein                                                                     |
| Wehrkirche Weitensfeld                                             | Weitensfeld im Gurktal Lage                         | Wehrkirche                               | Im 16. Jahrhundert um die Kirche Wehranlagen (Wehrmauer, Wehrturm) errichtet. | Wehrturm und Teile der Mauer erhalten |      | 105382                                                                   |
| Schloss Welsbach                                                   | Mölbling Lage                                       | Schloss                                  | 1898 für Carl Auer-Welsbach errichtetes späthistoristisches Schloss. | erhalten; bewohnt. |      | 34670                                                                    |
| Schloss Weyer (Wayer)                                              | Sankt Veit an der Glan Lage                         | Schloss                                  | seit 14. Jahrhundert Gutshof nachweisbar; ausgebaut 2. Hälfte des 16. Jahrhunderts zu Renaissanceschloss mit Zugbrücke und Wassergraben. | erhalten; bewohnt. |      | 34845                                                                    |
| Ministerialensitz Wieting (Propsthof?)                             | Klein Sankt Paul Lage?                              | Ansitz                                   | Sitz Salzburger Ministerialen. eventuell aufgegangen in dem im 15. Jahrhundert errichteten Propsthof? | abgekommen (lt. Wiessner evtl. Kern des Propsthofes) |      | 63708                                                                    |
| Wehrstift Wieting (Propstei)                                       | Klein Sankt Paul Lage                               | Wehrstift                                | Wehrstift mit Wassergraben; im 15. Jahrhundert von Ungarn niedergebrannt; barock umgebaut. | stark verändert; Wehranlagen abgekommen. |      | 63704                                                                    |
| Wimitzstein (Kumitschhof, Thurn)                                   | Frauenstein Lage                                    | Turm                                     | gotischer Wohnturm; genannt Anfang 16. Jahrhundert; Gutshof/Gewerkensitz; Niedergang; 1928 Wiederaufbau. | wiederhergestellt; bewohnt |      | nein                                                                     |
| Schloss Wörnhof (Wernhof)                                          | Mölbling Lage                                       | Schloss                                  | ab 1590 als Gewerkensitz erwähnt. Nach 1945 aufgegeben. | verfallen |      | nein                                                                     |
| Wuchererschlössl (Schloss Drasendorf, Gut Grub)                    | Sankt Georgen am Längsee Lage                       | Gutshof                                  | im 13. Jahrhundert Ministerialensitz; Turmbau im 15./16. Jahrhundert wohnlicher umgebaut; im 16. Jahrhundert um hakenförmigen Trakt erweitert. | erhalten; als Bauernhof genutzt. |      | 34204                                                                    |
| Burg Wullross (Wuldrieß)                                           | Weitensfeld im Gurktal Lage                         | Burg                                     | um 1200 erstmals erwähnt, bis ins 16. Jahrhundert genutzt. | Ruine: Reste eines Turms und der Kapelle erkennbar |      | 18436                                                                    |
| Schloss Wullross                                                   | Weitensfeld im Gurktal Lage                         | Schloss                                  | im 15. errichtetes Schloss, Ausbau im 16. Jahrhundert; durch Brand 1818 zerstört. | geringe Ruine |      | 18436                                                                    |
| Wurz (Zagratz)                                                     | Weitensfeld im Gurktal Lage                         | Befestigung                              | sagenhafter Burgstall; Anfang 14. Jahrhundert als Zagratz erwähnt. 1995 archäologisch untersucht. Mauerreste in den 1930ern abgebrochen um die Steine für den Bau eines Stadls zu verwenden.                                                                                 | markante Gräben erhalten |      | nein                                                                     |
| Wehrkirche Zammelsberg                                             | Weitensfeld im Gurktal Lage                         | Wehrkirche                               | Ende des 15. Jahrhunderts um die Kirche eine Wehrmauer mit Wehrturm errichtet. | Wehrturm erhalten |      | 63771                                                                    |
| Burg Zeltschach                                                    | Friesach ungef. Lage                                | Burg                                     | vermutlich bedeutender romanischer Wehrbau (Stammburg der Zeltschacher?); spätgotisch zu Pfarrhof umgebaut. | völlig umgebaut erhalten; Pfarrhof. |      | 63793                                                                    |
| Turm Zeltschach (Ödes Schloss, Thurnhof, Turmbauer)                | Friesach Lage                                       | Feste                                    | Ende 13. bis Ende 14. Jahrhundert „Turm“ genannt. Nach Niedergang Renaissance-Umbau. | völlig umgebaut erhalten (Bauernhof, im Kern mittelalterlich); bewohnt. |      | nein                                                                     |
| Zempnikhof (Schoberhof)                                            | Liebenfels Lage                                     | Gutshof                                  | im 17. Jahrhundert erwähnt. | umgebaut erhalten; bewohnt. |      | nein                                                                     |
| Zennegenhof                                                        | Sankt Veit an der Glan Lage                         | Gutshof                                  | ab 1603 genannt. | abgekommen (2004 abgerissen). |      | nein                                                                     |
| Zennegerhof (Rohrbacherhof)                                        | Friesach Lage                                       | Gutshof                                  | barocker Bau. | erhalten; bewohnt. |      | nein                                                                     |
| Zosenegg (Lattachhof, Höfl)                                        | Hüttenberg Lage                                     | Gutshof                                  | Ansitz aus Spätgotik/Frührenaissance; war Sitz einer 1604 nobilitierten Gewerkenfamilie. | erhalten; bewohnt |      | 41871                                                                    |

## Bemerkungen
1. ↑  Hermann Wiessner, Gerhard Seebach: Burgen und Schlösser um Friesach, St. Veit, Wolfsberg. 2. erw. Auflage. Birken-Verlag, Wien 1977, S. 6.
2. 1 2  Hermann Wiessner, Gerhard Seebach: Burgen und Schlösser um Friesach, St. Veit, Wolfsberg. 2. erw. Auflage. Birken-Verlag, Wien 1977, S. 15–16.
3. ↑  Siegfried Hartwagner: Der Bezirk St. Veit an der Glan. Seine Kunstwerke, historischen Lebens- und Siedlungsformen. (= Band VIII von: Österreichische Kunstmonographie.) St. Peter, Salzburg, 1977, S. 26–27.
4. ↑  Karl Kafka: Wehrkirchen Kärntens I. Birken-Verlag, Wien 1971, S. 17 ff.
5. ↑  Hermann Wiessner, Gerhard Seebach: Burgen und Schlösser um Friesach, St. Veit, Wolfsberg. 2. erw. Auflage. Birken-Verlag, Wien 1977, S. 7–9.
6. 1 2  Hermann Wiessner, Gerhard Seebach: Burgen und Schlösser um Friesach, St. Veit, Wolfsberg. 2. erw. Auflage. Birken-Verlag, Wien 1977, S. 9–12.
7. ↑  Hermann Wiessner, Gerhard Seebach: Burgen und Schlösser um Friesach, St. Veit, Wolfsberg. 2. erw. Auflage. Birken-Verlag, Wien 1977, S. 12.
8. ↑  Franz X. Kohla: Kärntens Burgen, Schlösser, Ansitze und wehrhafte Stätten. Ein Beitrag zur Siedlungstopographie. 2. verm. Auflage. Geschichtsverein für Kärnten, Klagenfurt 1973, S. 12, 139.
9. ↑  Hermann Wiessner, Gerhard Seebach: Burgen und Schlösser um Friesach, St. Veit, Wolfsberg. 2. erw. Auflage. Birken-Verlag, Wien 1977, S. 84.
10. ↑  Franz X. Kohla: Kärntens Burgen, Schlösser, Ansitze und wehrhafte Stätten. Ein Beitrag zur Siedlungstopographie. 2. verm. Auflage. Geschichtsverein für Kärnten, Klagenfurt 1973, S. 20.
11. ↑  Franz X. Kohla: Kärntens Burgen, Schlösser, Ansitze und wehrhafte Stätten. Ein Beitrag zur Siedlungstopographie. 2. verm. Auflage. Geschichtsverein für Kärnten, Klagenfurt 1973, S. 22.
12. 1 2  Franz X. Kohla: Kärntens Burgen, Schlösser, Ansitze und wehrhafte Stätten. Ein Beitrag zur Siedlungstopographie. 2. verm. Auflage. Geschichtsverein für Kärnten, Klagenfurt 1973, S. 24.
13. ↑  Nikodemus Löffelmann: Auf der Suche nach Burgresten und Wallanlagen im Norden des Bezirks Sankt Veit an der Glan. in: Carinthia I. Zeitschrift für geschichtliche Landeskunde von Kärnten. Verlag des Geschichtsvereins für Kärnten, Klagenfurt am Wörthersee, 209. Jg., 2019, S. 134–135.
14. ↑  Hermann Wiessner, Gerhard Seebach: Burgen und Schlösser um Friesach, St. Veit, Wolfsberg. 2. erw. Auflage. Birken-Verlag, Wien 1977, S. 138.
15. ↑  Die Beschreibung des Plateaus passt besser zu den angegebenen Koordinaten – wo auch im Franziszeischen Kataster der Name Brenitz eingetragen ist – als zum nordöstlich liegenden Brenitzberg. Befestigungsspuren sind hier aber, abgesehen von der Türkenschanze am Ostrand des Plateaus, keine mehr zu sehen.
16. 1 2  Franz X. Kohla: Kärntens Burgen, Schlösser, Ansitze und wehrhafte Stätten. Ein Beitrag zur Siedlungstopographie. 2. verm. Auflage. Geschichtsverein für Kärnten, Klagenfurt 1973, S. 25.
17. ↑  Karl Kafka: Wehrkirchen Kärntens I. Birken-Verlag, Wien 1971, S. 29 ff.
18. ↑  im 20. Jahrhundert wurde die Burg von einigen auf einer Kuppe jenes Hügels vermutet, auf dem auch Burg Pöckstein liegt; also südöstlich von Pöckstein. Doch laut Beschreibungen aus dem 19. Jahrhundert waren damals noch Reste der heute verschollenen Burg „westlich von Zwischenwässern“ (J. Wagner, V. Hartmann: Der Führer durch Kärnten, Klagenfurt 1861, S. 172.) zu sehen. Das stimmt auch mit dem dort heute noch verwendeten Ortsnamen überein.
19. ↑  Hermann Wiessner, Gerhard Seebach: Burgen und Schlösser um Friesach, St. Veit, Wolfsberg. 2. erw. Auflage. Birken-Verlag, Wien 1977, S. 110–111.
20. ↑  Nikodemus Löffelmann: Auf der Suche nach Burgresten und Wallanlagen im Norden des Bezirks Sankt Veit an der Glan. in: Carinthia I. Zeitschrift für geschichtliche Landeskunde von Kärnten. Verlag des Geschichtsvereins für Kärnten, Klagenfurt am Wörthersee, 209. Jg., 2019, S. 138.
21. ↑  Franz X. Kohla: Kärntens Burgen, Schlösser, Ansitze und wehrhafte Stätten. Ein Beitrag zur Siedlungstopographie. 2. verm. Auflage. Geschichtsverein für Kärnten, Klagenfurt 1973, S. 30.
22. ↑  Die Koordinaten verweisen auf die Siedlung Dachberg; genauere Anhaltspunkte für den Standort gibt es nicht.
23. ↑  Nikodemus Löffelmann: Auf der Suche nach Burgresten und Wallanlagen im Norden des Bezirks Sankt Veit an der Glan. in: Carinthia I. Zeitschrift für geschichtliche Landeskunde von Kärnten. Verlag des Geschichtsvereins für Kärnten, Klagenfurt am Wörthersee, 209. Jg., 2019, S. 138–140.
24. ↑  Hermann Wiessner, Gerhard Seebach: Burgen und Schlösser um Friesach, St. Veit, Wolfsberg. 2. erw. Auflage. Birken-Verlag, Wien 1977, S. 15.
25. ↑  Gewöhnlich wird angenommen, dass sich die Burg nahe der Kirche Deinsberg befand, vielleicht im Bereich des Sichelhofs.
26. 1 2  Franz X. Kohla: Kärntens Burgen, Schlösser, Ansitze und wehrhafte Stätten. Ein Beitrag zur Siedlungstopographie. 2. verm. Auflage. Geschichtsverein für Kärnten, Klagenfurt 1973, S. 33.
27. ↑  Karl Kafka: Wehrkirchen Kärntens I. Birken-Verlag, Wien 1971, S. 32.
28. ↑  Siegfried Hartwagner: Der Bezirk St. Veit an der Glan. Seine Kunstwerke, historischen Lebens- und Siedlungsformen. (= Band VIII von: Österreichische Kunstmonographie.) St. Peter, Salzburg, 1977, S. 34–36.
29. ↑  Karl Kafka: Wehrkirchen Kärntens I. Birken-Verlag, Wien 1971, S. 32 f.
30. ↑  Koordinaten weisen auf den Hof Turner, was sich wohl von Turm ableitet. Der Sage nach soll sich in diesem Bereich ein Schloss befunden haben. (Katrin Ortner: Die Siedlungs- und Flurnamen der Gemeinde Deutsch-Griffen im Gurktal. Wien, 2009.)
31. ↑  Franz X. Kohla: Kärntens Burgen, Schlösser, Ansitze und wehrhafte Stätten. Ein Beitrag zur Siedlungstopographie. 2. verm. Auflage. Geschichtsverein für Kärnten, Klagenfurt 1973, S. 35.
32. ↑  Franz X. Kohla: Kärntens Burgen, Schlösser, Ansitze und wehrhafte Stätten. Ein Beitrag zur Siedlungstopographie. 2. verm. Auflage. Geschichtsverein für Kärnten, Klagenfurt 1973, S. 389.
33. ↑  Hermann Wiessner, Gerhard Seebach: Burgen und Schlösser um Friesach, St. Veit, Wolfsberg. 2. erw. Auflage. Birken-Verlag, Wien 1977, S. 16–17.
34. ↑  Franz X. Kohla: Kärntens Burgen, Schlösser, Ansitze und wehrhafte Stätten. Ein Beitrag zur Siedlungstopographie. 2. verm. Auflage. Geschichtsverein für Kärnten, Klagenfurt 1973, S. 36.
35. 1 2  Hermann Wiessner, Gerhard Seebach: Burgen und Schlösser um Friesach, St. Veit, Wolfsberg. 2. erw. Auflage. Birken-Verlag, Wien 1977, S. 18–22.
36. ↑  Hermann Wiessner, Gerhard Seebach: Burgen und Schlösser um Friesach, St. Veit, Wolfsberg. 2. erw. Auflage. Birken-Verlag, Wien 1977, S. 20–21.
37. ↑  Hermann Wiessner, Gerhard Seebach: Burgen und Schlösser um Friesach, St. Veit, Wolfsberg. 2. erw. Auflage. Birken-Verlag, Wien 1977, S. 86–87.
38. ↑  Hermann Wiessner, Gerhard Seebach: Burgen und Schlösser um Friesach, St. Veit, Wolfsberg. 2. erw. Auflage. Birken-Verlag, Wien 1977, S. 22.
39. ↑  Hermann Wiessner, Gerhard Seebach: Burgen und Schlösser um Friesach, St. Veit, Wolfsberg. 2. erw. Auflage. Birken-Verlag, Wien 1977, S. 22–23.
40. ↑  Kohla nannte den Edelmannssitz als „abgekommen“, „bei Eberstein.“ Doch der Hof ist bei Klein Sankt Paul im Franziszeischen Kataster eingezeichnet und im Kern heute noch vorhanden, auch im Dehio erwähnt.
41. 1 2 3  Hermann Wiessner, Gerhard Seebach: Burgen und Schlösser um Friesach, St. Veit, Wolfsberg. 2. erw. Auflage. Birken-Verlag, Wien 1977, S. 23–25.
42. ↑  Außerdem befinden sich auf einer Anhöhe knapp 200 m nordwestlich der Ruinen der Doppelburg – in der Literatur nicht beschriebene – Spuren eines weiteren Baus.
43. ↑  Hermann Wiessner, Gerhard Seebach: Burgen und Schlösser um Friesach, St. Veit, Wolfsberg. 2. erw. Auflage. Birken-Verlag, Wien 1977, S. 28.
44. ↑  Hermann Wiessner, Gerhard Seebach: Burgen und Schlösser um Friesach, St. Veit, Wolfsberg. 2. erw. Auflage. Birken-Verlag, Wien 1977, S. 34.
45. ↑  Hermann Wiessner, Gerhard Seebach: Burgen und Schlösser um Friesach, St. Veit, Wolfsberg. 2. erw. Auflage. Birken-Verlag, Wien 1977, S. 30.
46. ↑  Hermann Wiessner, Gerhard Seebach: Burgen und Schlösser um Friesach, St. Veit, Wolfsberg. 2. erw. Auflage. Birken-Verlag, Wien 1977, S. 394.
47. ↑  Nikodemus Löffelmann: Auf der Suche nach Burgresten und Wallanlagen im Norden des Bezirks Sankt Veit an der Glan. in: Carinthia I. Zeitschrift für geschichtliche Landeskunde von Kärnten. Verlag des Geschichtsvereins für Kärnten, Klagenfurt am Wörthersee, 209. Jg., 2019, S. 136–137.
48. ↑  Hermann Wiessner, Gerhard Seebach: Burgen und Schlösser um Friesach, St. Veit, Wolfsberg. 2. erw. Auflage. Birken-Verlag, Wien 1977, S. 65–66.
49. ↑  Hermann Wiessner, Gerhard Seebach: Burgen und Schlösser um Friesach, St. Veit, Wolfsberg. 2. erw. Auflage. Birken-Verlag, Wien 1977, S. 36–37.
50. ↑  Hermann Wiessner, Gerhard Seebach: Burgen und Schlösser um Friesach, St. Veit, Wolfsberg. 2. erw. Auflage. Birken-Verlag, Wien 1977, S. 37–38.
51. ↑  Hermann Wiessner, Gerhard Seebach: Burgen und Schlösser um Friesach, St. Veit, Wolfsberg. 2. erw. Auflage. Birken-Verlag, Wien 1977, S. 111.
52. ↑  Hermann Wiessner, Gerhard Seebach: Burgen und Schlösser um Friesach, St. Veit, Wolfsberg. 2. erw. Auflage. Birken-Verlag, Wien 1977, S. 395.
53. ↑  Der von Kohla als „noch nicht identifiziert“ bezeichnete Hof kann wohl mit dem im Franziszeischen Kataster als mächtiger Steinbau an den angegebenen Koordinaten eingezeichneten Gleinerhof gleichgesetzt werden.
54. ↑  Hermann Wiessner, Gerhard Seebach: Burgen und Schlösser um Friesach, St. Veit, Wolfsberg. 2. erw. Auflage. Birken-Verlag, Wien 1977, S. 69–71.
55. ↑  Karl Kafka: Wehrkirchen Kärntens I. Birken-Verlag, Wien 1971, S. 55 f.
56. ↑  Hermann Wiessner, Gerhard Seebach: Burgen und Schlösser um Friesach, St. Veit, Wolfsberg. 2. erw. Auflage. Birken-Verlag, Wien 1977, S. 38.
57. 1 2  Hermann Wiessner, Gerhard Seebach: Burgen und Schlösser um Friesach, St. Veit, Wolfsberg. 2. erw. Auflage. Birken-Verlag, Wien 1977, S. 39.
58. ↑  Hermann Wiessner, Gerhard Seebach: Burgen und Schlösser um Friesach, St. Veit, Wolfsberg. 2. erw. Auflage. Birken-Verlag, Wien 1977, S. 40–41.
59. ↑  Hermann Wiessner, Gerhard Seebach: Burgen und Schlösser um Friesach, St. Veit, Wolfsberg. 2. erw. Auflage. Birken-Verlag, Wien 1977, S. 41–42.
60. ↑  Hermann Wiessner, Gerhard Seebach: Burgen und Schlösser um Friesach, St. Veit, Wolfsberg. 2. erw. Auflage. Birken-Verlag, Wien 1977, S. 42.
61. ↑  Franz X. Kohla: Kärntens Burgen, Schlösser, Ansitze und wehrhafte Stätten. Ein Beitrag zur Siedlungstopographie. 2. verm. Auflage. Geschichtsverein für Kärnten, Klagenfurt 1973, S. 88.
62. ↑  Franz X. Kohla: Kärntens Burgen, Schlösser, Ansitze und wehrhafte Stätten. Ein Beitrag zur Siedlungstopographie. 2. verm. Auflage. Geschichtsverein für Kärnten, Klagenfurt 1973, S. 89.
63. 1 2 3  Das Gipfelplateau ist künstlich begradigt, wird in der Literatur jedoch nicht erwähnt.
64. ↑  Franz X. Kohla: Kärntens Burgen, Schlösser, Ansitze und wehrhafte Stätten. Ein Beitrag zur Siedlungstopographie. 2. verm. Auflage. Geschichtsverein für Kärnten, Klagenfurt 1973, S. 90.
65. ↑  Hermann Wiessner, Gerhard Seebach: Burgen und Schlösser um Friesach, St. Veit, Wolfsberg. 2. erw. Auflage. Birken-Verlag, Wien 1977, S. 44.
66. ↑  Hermann Wiessner, Gerhard Seebach: Burgen und Schlösser um Friesach, St. Veit, Wolfsberg. 2. erw. Auflage. Birken-Verlag, Wien 1977, S. 45.
67. 1 2  Hermann Wiessner, Gerhard Seebach: Burgen und Schlösser um Friesach, St. Veit, Wolfsberg. 2. erw. Auflage. Birken-Verlag, Wien 1977, S. 45–49.
68. ↑  Karl Kafka: Wehrkirchen Kärntens I. Birken-Verlag, Wien 1971, S. 74 ff.
69. ↑  Hermann Wiessner, Gerhard Seebach: Burgen und Schlösser um Friesach, St. Veit, Wolfsberg. 2. erw. Auflage. Birken-Verlag, Wien 1977, S. 43.
70. ↑  Hermann Wiessner, Gerhard Seebach: Burgen und Schlösser um Friesach, St. Veit, Wolfsberg. 2. erw. Auflage. Birken-Verlag, Wien 1977, S. 49–51.
71. ↑  Karl Kafka: Wehrkirchen Kärntens I. Birken-Verlag, Wien 1971, S. 76 ff.
72. ↑  Hermann Wiessner, Gerhard Seebach: Burgen und Schlösser um Friesach, St. Veit, Wolfsberg. 2. erw. Auflage. Birken-Verlag, Wien 1977, S. 51.
73. ↑  lt. Joseph Mitterdorfer (Die alte Grafschaft Friesach und Zeltschach in Kärnten. Carinthia, 4. Oktober 1817) „nordwestlich, etwa 100 Schritte ob den heutigen Stiftgebäuden, am Antonibichl“.
74. ↑  Joseph Mitterdorfer: Die alte Grafschaft Friesach und Zeltschach in Kärnten. Carinthia, 4. Oktober 1817.
75. ↑  Hermann Wiessner, Gerhard Seebach: Burgen und Schlösser um Friesach, St. Veit, Wolfsberg. 2. erw. Auflage. Birken-Verlag, Wien 1977, S. 51–53.
76. ↑  Hermann Wiessner, Gerhard Seebach: Burgen und Schlösser um Friesach, St. Veit, Wolfsberg. 2. erw. Auflage. Birken-Verlag, Wien 1977, S. 52–53.
77. ↑  Hermann Wiessner, Gerhard Seebach: Burgen und Schlösser um Friesach, St. Veit, Wolfsberg. 2. erw. Auflage. Birken-Verlag, Wien 1977, S. 53.
78. ↑  Franz X. Kohla: Kärntens Burgen, Schlösser, Ansitze und wehrhafte Stätten. Ein Beitrag zur Siedlungstopographie. 2. verm. Auflage. Geschichtsverein für Kärnten, Klagenfurt 1973, S. 115.
79. ↑  Nikodemus Löffelmann: Auf der Suche nach Burgresten und Wallanlagen im Norden des Bezirks Sankt Veit an der Glan. in: Carinthia I. Zeitschrift für geschichtliche Landeskunde von Kärnten. Verlag des Geschichtsvereins für Kärnten, Klagenfurt am Wörthersee, 209. Jg., 2019, S. 131–133.
80. ↑  Hermann Wiessner, Gerhard Seebach: Burgen und Schlösser um Friesach, St. Veit, Wolfsberg. 2. erw. Auflage. Birken-Verlag, Wien 1977, S. 54.
81. ↑  Siegfried Hartwagner: Der Bezirk St. Veit an der Glan. Seine Kunstwerke, historischen Lebens- und Siedlungsformen. (= Band VIII von: Österreichische Kunstmonographie.) St. Peter, Salzburg, 1977, S. 103–105.
82. ↑  Karl Kafka: Wehrkirchen Kärntens I. Birken-Verlag, Wien 1971, S. 80 ff.
83. ↑  Hermann Wiessner, Gerhard Seebach: Burgen und Schlösser um Friesach, St. Veit, Wolfsberg. 2. erw. Auflage. Birken-Verlag, Wien 1977, S. 54–60.
84. 1 2  Hermann Wiessner, Gerhard Seebach: Burgen und Schlösser um Friesach, St. Veit, Wolfsberg. 2. erw. Auflage. Birken-Verlag, Wien 1977, S. 59.
85. ↑  Hermann Wiessner, Gerhard Seebach: Burgen und Schlösser um Friesach, St. Veit, Wolfsberg. 2. erw. Auflage. Birken-Verlag, Wien 1977, S. 60–61.
86. ↑  Hermann Wiessner, Gerhard Seebach: Burgen und Schlösser um Friesach, St. Veit, Wolfsberg. 2. erw. Auflage. Birken-Verlag, Wien 1977, S. 103–104.
87. ↑  Hermann Wiessner, Gerhard Seebach: Burgen und Schlösser um Friesach, St. Veit, Wolfsberg. 2. erw. Auflage. Birken-Verlag, Wien 1977, S. 61.
88. ↑  Hermann Wiessner, Gerhard Seebach: Burgen und Schlösser um Friesach, St. Veit, Wolfsberg. 2. erw. Auflage. Birken-Verlag, Wien 1977, S. 62.
89. ↑  Hermann Wiessner, Gerhard Seebach: Burgen und Schlösser um Friesach, St. Veit, Wolfsberg. 2. erw. Auflage. Birken-Verlag, Wien 1977, S. 62–65.
90. ↑  Kiesenbrein lag unstrittig im Görtschitztal, unweit von Eberstein. Kohla bezeichnete Kiesenbrein als verschollen, doch ein Vergleich der erhaltenen Reste von Niederhornburg mit Pernharts Zeichnung von Kiesenbrein belegt die Gleichsetzung der beiden Namen.
91. ↑  Hermann Wiessner, Gerhard Seebach: Burgen und Schlösser um Friesach, St. Veit, Wolfsberg. 2. erw. Auflage. Birken-Verlag, Wien 1977, S. 65.
92. ↑  Franz X. Kohla: Kärntens Burgen, Schlösser, Ansitze und wehrhafte Stätten. Ein Beitrag zur Siedlungstopographie. 2. verm. Auflage. Geschichtsverein für Kärnten, Klagenfurt 1973, S. 138–139.
93. ↑  Hermann Wiessner, Gerhard Seebach: Burgen und Schlösser um Friesach, St. Veit, Wolfsberg. 2. erw. Auflage. Birken-Verlag, Wien 1977, S. 65–66.
94. ↑  Siegfried Hartwagner: Der Bezirk St. Veit an der Glan. Seine Kunstwerke, historischen Lebens- und Siedlungsformen. (= Band VIII von: Österreichische Kunstmonographie.) St. Peter, Salzburg, 1977, S. 120–122.
95. ↑  Karl Kafka: Wehrkirchen Kärntens I. Birken-Verlag, Wien 1971, S. 89 f.
96. 1 2  Hermann Wiessner, Gerhard Seebach: Burgen und Schlösser um Friesach, St. Veit, Wolfsberg. 2. erw. Auflage. Birken-Verlag, Wien 1977, S. 68–70.
97. ↑  Hermann Wiessner, Gerhard Seebach: Burgen und Schlösser um Friesach, St. Veit, Wolfsberg. 2. erw. Auflage. Birken-Verlag, Wien 1977, S. 70–71.
98. ↑  Hermann Wiessner, Gerhard Seebach: Burgen und Schlösser um Friesach, St. Veit, Wolfsberg. 2. erw. Auflage. Birken-Verlag, Wien 1977, S. 71.
99. ↑  Hermann Wiessner, Gerhard Seebach: Burgen und Schlösser um Friesach, St. Veit, Wolfsberg. 2. erw. Auflage. Birken-Verlag, Wien 1977, S. 71–72.
100. ↑  Gustav Adolf von Metnitz: Adel und Bürgertum in Kärnten. in Carinthia I, Jg. 158. 1968, S. 618.
101. 1 2  Hermann Wiessner, Gerhard Seebach: Burgen und Schlösser um Friesach, St. Veit, Wolfsberg. 2. erw. Auflage. Birken-Verlag, Wien 1977, S. 72–73.
102. ↑  Karl Kafka: Wehrkirchen Kärntens I. Birken-Verlag, Wien 1971, S. 100 ff.
103. ↑  Hermann Wiessner, Gerhard Seebach: Burgen und Schlösser um Friesach, St. Veit, Wolfsberg. 2. erw. Auflage. Birken-Verlag, Wien 1977, S. 72–74.
104. ↑  Hermann Wiessner, Gerhard Seebach: Burgen und Schlösser um Friesach, St. Veit, Wolfsberg. 2. erw. Auflage. Birken-Verlag, Wien 1977, S. 74.
105. ↑  Franz X. Kohla: Kärntens Burgen, Schlösser, Ansitze und wehrhafte Stätten. Ein Beitrag zur Siedlungstopographie. 2. verm. Auflage. Geschichtsverein für Kärnten, Klagenfurt 1973, S. 169.
106. ↑  Franz X. Kohla: Kärntens Burgen, Schlösser, Ansitze und wehrhafte Stätten. Ein Beitrag zur Siedlungstopographie. 2. verm. Auflage. Geschichtsverein für Kärnten, Klagenfurt 1973, S. 169–170.
107. ↑  Hermann Wiessner, Gerhard Seebach: Burgen und Schlösser um Friesach, St. Veit, Wolfsberg. 2. erw. Auflage. Birken-Verlag, Wien 1977, S. 75.
108. ↑  Franz X. Kohla: Kärntens Burgen, Schlösser, Ansitze und wehrhafte Stätten. Ein Beitrag zur Siedlungstopographie. 2. verm. Auflage. Geschichtsverein für Kärnten, Klagenfurt 1973, S. 172–173.
109. ↑  Franz X. Kohla: Kärntens Burgen, Schlösser, Ansitze und wehrhafte Stätten. Ein Beitrag zur Siedlungstopographie. 2. verm. Auflage. Geschichtsverein für Kärnten, Klagenfurt 1973, S. 173.
110. ↑  Franz X. Kohla: Kärntens Burgen, Schlösser, Ansitze und wehrhafte Stätten. Ein Beitrag zur Siedlungstopographie. 2. verm. Auflage. Geschichtsverein für Kärnten, Klagenfurt 1973, S. 175–176.
111. ↑  Franz X. Kohla: Kärntens Burgen, Schlösser, Ansitze und wehrhafte Stätten. Ein Beitrag zur Siedlungstopographie. 2. verm. Auflage. Geschichtsverein für Kärnten, Klagenfurt 1973, S. 179.
112. ↑  Karl Kafka: Wehrkirchen Kärntens I. Birken-Verlag, Wien 1971, S. 110 f.
113. ↑  Hermann Wiessner, Gerhard Seebach: Burgen und Schlösser um Friesach, St. Veit, Wolfsberg. 2. erw. Auflage. Birken-Verlag, Wien 1977, S. 32–33.
114. ↑  Hermann Wiessner, Gerhard Seebach: Burgen und Schlösser um Friesach, St. Veit, Wolfsberg. 2. erw. Auflage. Birken-Verlag, Wien 1977, S. 34.
115. ↑  Hermann Wiessner, Gerhard Seebach: Burgen und Schlösser um Friesach, St. Veit, Wolfsberg. 2. erw. Auflage. Birken-Verlag, Wien 1977, S. 75.
116. ↑  Karl Kafka: Wehrkirchen Kärntens I. Birken-Verlag, Wien 1971, S. 111 f.
117. ↑  Hermann Wiessner, Gerhard Seebach: Burgen und Schlösser um Friesach, St. Veit, Wolfsberg. 2. erw. Auflage. Birken-Verlag, Wien 1977, S. 76–78.
118. ↑  Siegfried Hartwagner: Der Bezirk St. Veit an der Glan. Seine Kunstwerke, historischen Lebens- und Siedlungsformen. (= Band VIII von: Österreichische Kunstmonographie.) St. Peter, Salzburg, 1977, S. 138–140.
119. ↑  Karl Kafka: Wehrkirchen Kärntens I. Birken-Verlag, Wien 1971, S. 112 f.
120. 1 2  Hermann Wiessner, Gerhard Seebach: Burgen und Schlösser um Friesach, St. Veit, Wolfsberg. 2. erw. Auflage. Birken-Verlag, Wien 1977, S. 78–79.
121. ↑  Karl Kafka: Wehrkirchen Kärntens I. Birken-Verlag, Wien 1971, S. 113 f.
122. ↑  Franz X. Kohla: Kärntens Burgen, Schlösser, Ansitze und wehrhafte Stätten. Ein Beitrag zur Siedlungstopographie. 2. verm. Auflage. Geschichtsverein für Kärnten, Klagenfurt 1973, S. 408.
123. ↑  Franz X. Kohla: Kärntens Burgen, Schlösser, Ansitze und wehrhafte Stätten. Ein Beitrag zur Siedlungstopographie. 2. verm. Auflage. Geschichtsverein für Kärnten, Klagenfurt 1973, S. 192–193.
124. ↑  Hermann Wiessner, Gerhard Seebach: Burgen und Schlösser um Friesach, St. Veit, Wolfsberg. 2. erw. Auflage. Birken-Verlag, Wien 1977, S. 79–80.
125. ↑  Hermann Wiessner, Gerhard Seebach: Burgen und Schlösser um Friesach, St. Veit, Wolfsberg. 2. erw. Auflage. Birken-Verlag, Wien 1977, S. 80.
126. ↑  Franz X. Kohla: Kärntens Burgen, Schlösser, Ansitze und wehrhafte Stätten. Ein Beitrag zur Siedlungstopographie. 2. verm. Auflage. Geschichtsverein für Kärnten, Klagenfurt 1973, S. 193–194.
127. ↑  Franz X. Kohla: Kärntens Burgen, Schlösser, Ansitze und wehrhafte Stätten. Ein Beitrag zur Siedlungstopographie. 2. verm. Auflage. Geschichtsverein für Kärnten, Klagenfurt 1973, S. 196–198.
128. ↑  in Literatur nicht erwähnt.
129. ↑  Hermann Wiessner, Gerhard Seebach: Burgen und Schlösser um Friesach, St. Veit, Wolfsberg. 2. erw. Auflage. Birken-Verlag, Wien 1977, S. 82–84.
130. ↑  Hermann Wiessner, Gerhard Seebach: Burgen und Schlösser um Friesach, St. Veit, Wolfsberg. 2. erw. Auflage. Birken-Verlag, Wien 1977, S. 81.
131. ↑  Siegfried Hartwagner: Der Bezirk St. Veit an der Glan. Seine Kunstwerke, historischen Lebens- und Siedlungsformen. (= Band VIII von: Österreichische Kunstmonographie.) St. Peter, Salzburg, 1977, S. 151–152.
132. ↑  Hermann Wiessner, Gerhard Seebach: Burgen und Schlösser um Friesach, St. Veit, Wolfsberg. 2. erw. Auflage. Birken-Verlag, Wien 1977, S. 86.
133. ↑  Franz X. Kohla: Kärntens Burgen, Schlösser, Ansitze und wehrhafte Stätten. Ein Beitrag zur Siedlungstopographie. 2. verm. Auflage. Geschichtsverein für Kärnten, Klagenfurt 1973, S. 211.
134. ↑  Franz X. Kohla: Kärntens Burgen, Schlösser, Ansitze und wehrhafte Stätten. Ein Beitrag zur Siedlungstopographie. 2. verm. Auflage. Geschichtsverein für Kärnten, Klagenfurt 1973, S. 212.
135. ↑  Karl Kafka: Wehrkirchen Kärntens II. Birken-Verlag, Wien 1972, S. 8 f.
136. ↑  Siegfried Hartwagner: Der Bezirk St. Veit an der Glan. Seine Kunstwerke, historischen Lebens- und Siedlungsformen. (= Band VIII von: Österreichische Kunstmonographie.) St. Peter, Salzburg, 1977, S. 156–157.
137. ↑  Karl Kafka: Wehrkirchen Kärntens II. Birken-Verlag, Wien 1972, S. 9.
138. ↑  Hermann Wiessner, Gerhard Seebach: Burgen und Schlösser um Friesach, St. Veit, Wolfsberg. 2. erw. Auflage. Birken-Verlag, Wien 1977, S. 87.
139. 1 2  Franz X. Kohla: Kärntens Burgen, Schlösser, Ansitze und wehrhafte Stätten. Ein Beitrag zur Siedlungstopographie. 2. verm. Auflage. Geschichtsverein für Kärnten, Klagenfurt 1973, S. 225.
140. ↑  Hermann Wiessner, Gerhard Seebach: Burgen und Schlösser um Friesach, St. Veit, Wolfsberg. 2. erw. Auflage. Birken-Verlag, Wien 1977, S. 87–89.
141. ↑  Hermann Wiessner, Gerhard Seebach: Burgen und Schlösser um Friesach, St. Veit, Wolfsberg. 2. erw. Auflage. Birken-Verlag, Wien 1977, S. 89.
142. ↑  Hermann Wiessner, Gerhard Seebach: Burgen und Schlösser um Friesach, St. Veit, Wolfsberg. 2. erw. Auflage. Birken-Verlag, Wien 1977, S. 89–91.
143. ↑  Hermann Wiessner, Gerhard Seebach: Burgen und Schlösser um Friesach, St. Veit, Wolfsberg. 2. erw. Auflage. Birken-Verlag, Wien 1977, S. 90–92.
144. 1 2  Hermann Wiessner, Gerhard Seebach: Burgen und Schlösser um Friesach, St. Veit, Wolfsberg. 2. erw. Auflage. Birken-Verlag, Wien 1977, S. 92.
145. ↑  Karl Kafka: Wehrkirchen Kärntens II. Birken-Verlag, Wien 1972, S. 13 f.
146. 1 2  Franz X. Kohla: Kärntens Burgen, Schlösser, Ansitze und wehrhafte Stätten. Ein Beitrag zur Siedlungstopographie. 2. verm. Auflage. Geschichtsverein für Kärnten, Klagenfurt 1973, S. 235.
147. ↑  Franz X. Kohla: Kärntens Burgen, Schlösser, Ansitze und wehrhafte Stätten. Ein Beitrag zur Siedlungstopographie. 2. verm. Auflage. Geschichtsverein für Kärnten, Klagenfurt 1973, S. 238.
148. ↑  Hermann Wiessner, Gerhard Seebach: Burgen und Schlösser um Friesach, St. Veit, Wolfsberg. 2. erw. Auflage. Birken-Verlag, Wien 1977, S. 30–32.
149. ↑  Hermann Wiessner, Gerhard Seebach: Burgen und Schlösser um Friesach, St. Veit, Wolfsberg. 2. erw. Auflage. Birken-Verlag, Wien 1977, S. 92–93.
150. ↑  Hermann Wiessner, Gerhard Seebach: Burgen und Schlösser um Friesach, St. Veit, Wolfsberg. 2. erw. Auflage. Birken-Verlag, Wien 1977, S. 12–13.
151. ↑  Stefan Eichert: Eine archäologische Spurensuche im Gemeindegebiet von Weitensfeld. In: Weitensfeld, eine Marktgemeinde im Herzen des Gurktals. Klagenfurt 2008.
152. ↑  Franz X. Kohla: Kärntens Burgen, Schlösser, Ansitze und wehrhafte Stätten. Ein Beitrag zur Siedlungstopographie. 2. verm. Auflage. Geschichtsverein für Kärnten, Klagenfurt 1973, S. 245.
153. ↑  Karl Kafka: Wehrkirchen Kärntens II. Birken-Verlag, Wien 1971, S. 23.
154. ↑  Hermann Wiessner, Gerhard Seebach: Burgen und Schlösser um Friesach, St. Veit, Wolfsberg. 2. erw. Auflage. Birken-Verlag, Wien 1977, S. 94.
155. ↑  Franz X. Kohla: Kärntens Burgen, Schlösser, Ansitze und wehrhafte Stätten. Ein Beitrag zur Siedlungstopographie. 2. verm. Auflage. Geschichtsverein für Kärnten, Klagenfurt 1973, S. 414.
156. ↑  Nikodemus Löffelmann: Auf der Suche nach Burgresten und Wallanlagen im Norden des Bezirks Sankt Veit an der Glan. in: Carinthia I. Zeitschrift für geschichtliche Landeskunde von Kärnten. Verlag des Geschichtsvereins für Kärnten, Klagenfurt am Wörthersee, 209. Jg., 2019, S. 137–138.
157. ↑  Franz X. Kohla: Kärntens Burgen, Schlösser, Ansitze und wehrhafte Stätten. Ein Beitrag zur Siedlungstopographie. 2. verm. Auflage. Geschichtsverein für Kärnten, Klagenfurt 1973, S. 22–23.
158. ↑  Identifizierung der an dieser Stelle sichtbaren Burgreste nicht unstrittig: einige vermuten darin Burg Rabenstein und halten Burg Pöckstein daher für verschollen (so Hermann Wiessner, Gerhard Seebach: Burgen und Schlösser um Friesach, St. Veit, Wolfsberg. 2. erw. Auflage. Birken-Verlag, Wien 1977, S. 13, 96–97).
159. ↑  Hermann Wiessner, Gerhard Seebach: Burgen und Schlösser um Friesach, St. Veit, Wolfsberg. 2. erw. Auflage. Birken-Verlag, Wien 1977, S. 13–14.
160. ↑  Hermann Wiessner, Gerhard Seebach: Burgen und Schlösser um Friesach, St. Veit, Wolfsberg. 2. erw. Auflage. Birken-Verlag, Wien 1977, S. 95–96.
161. ↑  Franz X. Kohla: Kärntens Burgen, Schlösser, Ansitze und wehrhafte Stätten. Ein Beitrag zur Siedlungstopographie. 2. verm. Auflage. Geschichtsverein für Kärnten, Klagenfurt 1973, S. 253.
162. 1 2 3  Hermann Wiessner, Gerhard Seebach: Burgen und Schlösser um Friesach, St. Veit, Wolfsberg. 2. erw. Auflage. Birken-Verlag, Wien 1977, S. 95.
163. ↑  Hermann Wiessner, Gerhard Seebach: Burgen und Schlösser um Friesach, St. Veit, Wolfsberg. 2. erw. Auflage. Birken-Verlag, Wien 1977, S. 34.
164. ↑  Hermann Wiessner, Gerhard Seebach: Burgen und Schlösser um Friesach, St. Veit, Wolfsberg. 2. erw. Auflage. Birken-Verlag, Wien 1977, S. 96.
165. ↑  Karl Kafka: Wehrkirchen Kärntens II. Birken-Verlag, Wien 1971, S. 24 ff.
166. ↑  Hermann Wiessner, Gerhard Seebach: Burgen und Schlösser um Friesach, St. Veit, Wolfsberg. 2. erw. Auflage. Birken-Verlag, Wien 1977, S. 125.
167. ↑  Franz X. Kohla: Kärntens Burgen, Schlösser, Ansitze und wehrhafte Stätten. Ein Beitrag zur Siedlungstopographie. 2. verm. Auflage. Geschichtsverein für Kärnten, Klagenfurt 1973, S. 259.
168. 1 2  Hermann Wiessner, Gerhard Seebach: Burgen und Schlösser um Friesach, St. Veit, Wolfsberg. 2. erw. Auflage. Birken-Verlag, Wien 1977, S. 97.
169. ↑  Hermann Wiessner, Gerhard Seebach: Burgen und Schlösser um Friesach, St. Veit, Wolfsberg. 2. erw. Auflage. Birken-Verlag, Wien 1977, S. 133–134.
170. ↑  Hermann Wiessner, Gerhard Seebach: Burgen und Schlösser um Friesach, St. Veit, Wolfsberg. 2. erw. Auflage. Birken-Verlag, Wien 1977, S. 97–98.
171. ↑  Franz X. Kohla: Kärntens Burgen, Schlösser, Ansitze und wehrhafte Stätten. Ein Beitrag zur Siedlungstopographie. 2. verm. Auflage. Geschichtsverein für Kärnten, Klagenfurt 1973, S. 417.
172. ↑  Hermann Wiessner, Gerhard Seebach: Burgen und Schlösser um Friesach, St. Veit, Wolfsberg. 2. erw. Auflage. Birken-Verlag, Wien 1977, S. 98–99.
173. ↑  Karl Kafka: Wehrkirchen Kärntens II. Birken-Verlag, Wien 1972, S. 28.
174. ↑  Hermann Wiessner, Gerhard Seebach: Burgen und Schlösser um Friesach, St. Veit, Wolfsberg. 2. erw. Auflage. Birken-Verlag, Wien 1977, S. 99.
175. ↑  Hermann Wiessner, Gerhard Seebach: Burgen und Schlösser um Friesach, St. Veit, Wolfsberg. 2. erw. Auflage. Birken-Verlag, Wien 1977, S. 99–100.
176. ↑  Franz X. Kohla: Kärntens Burgen, Schlösser, Ansitze und wehrhafte Stätten. Ein Beitrag zur Siedlungstopographie. 2. verm. Auflage. Geschichtsverein für Kärnten, Klagenfurt 1973, S. 265, 279, 417.
177. ↑  auf Karten im 17. Jahrhundert südsüdöstlich von Hochosterwitz vermerkt; dieser Standort auch durch dortigen Hofnamen Radbauer gestützt.
178. ↑  Hermann Wiessner, Gerhard Seebach: Burgen und Schlösser um Friesach, St. Veit, Wolfsberg. 2. erw. Auflage. Birken-Verlag, Wien 1977, S. 100–101.
179. ↑  Hermann Wiessner, Gerhard Seebach: Burgen und Schlösser um Friesach, St. Veit, Wolfsberg. 2. erw. Auflage. Birken-Verlag, Wien 1977, S. 33, 35.
180. ↑  Franz X. Kohla: Kärntens Burgen, Schlösser, Ansitze und wehrhafte Stätten. Ein Beitrag zur Siedlungstopographie. 2. verm. Auflage. Geschichtsverein für Kärnten, Klagenfurt 1973, S. 36.
181. ↑  Franz X. Kohla: Kärntens Burgen, Schlösser, Ansitze und wehrhafte Stätten. Ein Beitrag zur Siedlungstopographie. 2. verm. Auflage. Geschichtsverein für Kärnten, Klagenfurt 1973, S. 53–54.
182. ↑  Hermann Wiessner, Gerhard Seebach: Burgen und Schlösser um Friesach, St. Veit, Wolfsberg. 2. erw. Auflage. Birken-Verlag, Wien 1977, S. 102–103.
183. ↑  Hermann Wiessner, Gerhard Seebach: Burgen und Schlösser um Friesach, St. Veit, Wolfsberg. 2. erw. Auflage. Birken-Verlag, Wien 1977, S. 101–102.
184. ↑  Franz X. Kohla: Kärntens Burgen, Schlösser, Ansitze und wehrhafte Stätten. Ein Beitrag zur Siedlungstopographie. 2. verm. Auflage. Geschichtsverein für Kärnten, Klagenfurt 1973, S. 159.
185. ↑  Franz X. Kohla: Kärntens Burgen, Schlösser, Ansitze und wehrhafte Stätten. Ein Beitrag zur Siedlungstopographie. 2. verm. Auflage. Geschichtsverein für Kärnten, Klagenfurt 1973, S. 161.
186. ↑  Hermann Wiessner, Gerhard Seebach: Burgen und Schlösser um Friesach, St. Veit, Wolfsberg. 2. erw. Auflage. Birken-Verlag, Wien 1977, S. 104–105.
187. ↑  Franz X. Kohla: Kärntens Burgen, Schlösser, Ansitze und wehrhafte Stätten. Ein Beitrag zur Siedlungstopographie. 2. verm. Auflage. Geschichtsverein für Kärnten, Klagenfurt 1973, S. 210.
188. ↑  Franz X. Kohla: Kärntens Burgen, Schlösser, Ansitze und wehrhafte Stätten. Ein Beitrag zur Siedlungstopographie. 2. verm. Auflage. Geschichtsverein für Kärnten, Klagenfurt 1973, S. 237.
189. ↑  Hermann Wiessner, Gerhard Seebach: Burgen und Schlösser um Friesach, St. Veit, Wolfsberg. 2. erw. Auflage. Birken-Verlag, Wien 1977, S. 105–106.
190. ↑  Franz X. Kohla: Kärntens Burgen, Schlösser, Ansitze und wehrhafte Stätten. Ein Beitrag zur Siedlungstopographie. 2. verm. Auflage. Geschichtsverein für Kärnten, Klagenfurt 1973, S. 289.
191. 1 2  Karl Kafka: Wehrkirchen Kärntens II. Birken-Verlag, Wien 1972, S. 60.
192. ↑  Franz X. Kohla: Kärntens Burgen, Schlösser, Ansitze und wehrhafte Stätten. Ein Beitrag zur Siedlungstopographie. 2. verm. Auflage. Geschichtsverein für Kärnten, Klagenfurt 1973, S. 302.
193. ↑  Hermann Wiessner, Gerhard Seebach: Burgen und Schlösser um Friesach, St. Veit, Wolfsberg. 2. erw. Auflage. Birken-Verlag, Wien 1977, S. 110.
194. ↑  Hermann Wiessner, Gerhard Seebach: Burgen und Schlösser um Friesach, St. Veit, Wolfsberg. 2. erw. Auflage. Birken-Verlag, Wien 1977, S. 108–110.
195. ↑  Franz X. Kohla: Kärntens Burgen, Schlösser, Ansitze und wehrhafte Stätten. Ein Beitrag zur Siedlungstopographie. 2. verm. Auflage. Geschichtsverein für Kärnten, Klagenfurt 1973, S. 353.
196. ↑  Karl Kafka: Wehrkirchen Kärntens II. Birken-Verlag, Wien 1972, S. 68 f.
197. ↑  Hermann Wiessner, Gerhard Seebach: Burgen und Schlösser um Friesach, St. Veit, Wolfsberg. 2. erw. Auflage. Birken-Verlag, Wien 1977, S. 42.
198. ↑  Karl Kafka: Wehrkirchen Kärntens II. Birken-Verlag, Wien 1972, S. 70 ff.
199. ↑  Franz X. Kohla: Kärntens Burgen, Schlösser, Ansitze und wehrhafte Stätten. Ein Beitrag zur Siedlungstopographie. 2. verm. Auflage. Geschichtsverein für Kärnten, Klagenfurt 1973, S. 420–421.
200. ↑  Hermann Wiessner, Gerhard Seebach: Burgen und Schlösser um Friesach, St. Veit, Wolfsberg. 2. erw. Auflage. Birken-Verlag, Wien 1977, S. 111–112.
201. ↑  Hermann Wiessner, Gerhard Seebach: Burgen und Schlösser um Friesach, St. Veit, Wolfsberg. 2. erw. Auflage. Birken-Verlag, Wien 1977, S. 112–113.
202. ↑  Franz X. Kohla: Kärntens Burgen, Schlösser, Ansitze und wehrhafte Stätten. Ein Beitrag zur Siedlungstopographie. 2. verm. Auflage. Geschichtsverein für Kärnten, Klagenfurt 1973, S. 421.
203. ↑  Hermann Wiessner, Gerhard Seebach: Burgen und Schlösser um Friesach, St. Veit, Wolfsberg. 2. erw. Auflage. Birken-Verlag, Wien 1977, S. 113–114.
204. 1 2  Hermann Wiessner, Gerhard Seebach: Burgen und Schlösser um Friesach, St. Veit, Wolfsberg. 2. erw. Auflage. Birken-Verlag, Wien 1977, S. 114.
205. ↑  Franz X. Kohla: Kärntens Burgen, Schlösser, Ansitze und wehrhafte Stätten. Ein Beitrag zur Siedlungstopographie. 2. verm. Auflage. Geschichtsverein für Kärnten, Klagenfurt 1973, S. 290.
206. ↑  Hermann Wiessner, Gerhard Seebach: Burgen und Schlösser um Friesach, St. Veit, Wolfsberg. 2. erw. Auflage. Birken-Verlag, Wien 1977, S. 15.
207. ↑  Hermann Wiessner, Gerhard Seebach: Burgen und Schlösser um Friesach, St. Veit, Wolfsberg. 2. erw. Auflage. Birken-Verlag, Wien 1977, S. 114–115.
208. ↑  Hermann Wiessner, Gerhard Seebach: Burgen und Schlösser um Friesach, St. Veit, Wolfsberg. 2. erw. Auflage. Birken-Verlag, Wien 1977, S. 115–117.
209. 1 2  Hermann Wiessner, Gerhard Seebach: Burgen und Schlösser um Friesach, St. Veit, Wolfsberg. 2. erw. Auflage. Birken-Verlag, Wien 1977, S. 117.
210. ↑  Hermann Wiessner, Gerhard Seebach: Burgen und Schlösser um Friesach, St. Veit, Wolfsberg. 2. erw. Auflage. Birken-Verlag, Wien 1977, S. 117–118. (dort fälschlich mit Wällischhof gleichgesetzt)
211. ↑  Siegfried Hartwagner: Der Bezirk St. Veit an der Glan. Seine Kunstwerke, historischen Lebens- und Siedlungsformen. (= Band VIII von: Österreichische Kunstmonographie.) St. Peter, Salzburg, 1977, S. 227–229.
212. ↑  Nikodemus Löffelmann: Auf der Suche nach Burgresten und Wallanlagen im Norden des Bezirks Sankt Veit an der Glan. in: Carinthia I. Zeitschrift für geschichtliche Landeskunde von Kärnten. Verlag des Geschichtsvereins für Kärnten, Klagenfurt am Wörthersee, 209. Jg., 2019, S. 129–131.
213. ↑  Hermann Wiessner, Gerhard Seebach: Burgen und Schlösser um Friesach, St. Veit, Wolfsberg. 2. erw. Auflage. Birken-Verlag, Wien 1977, S. 118–120.
214. ↑  Franz X. Kohla: Kärntens Burgen, Schlösser, Ansitze und wehrhafte Stätten. Ein Beitrag zur Siedlungstopographie. 2. verm. Auflage. Geschichtsverein für Kärnten, Klagenfurt 1973, S. 300.
215. ↑  Franz X. Kohla: Kärntens Burgen, Schlösser, Ansitze und wehrhafte Stätten. Ein Beitrag zur Siedlungstopographie. 2. verm. Auflage. Geschichtsverein für Kärnten, Klagenfurt 1973, S. 425.
216. ↑  Hermann Wiessner, Gerhard Seebach: Burgen und Schlösser um Friesach, St. Veit, Wolfsberg. 2. erw. Auflage. Birken-Verlag, Wien 1977, S. 134–135.
217. ↑  Hermann Wiessner, Gerhard Seebach: Burgen und Schlösser um Friesach, St. Veit, Wolfsberg. 2. erw. Auflage. Birken-Verlag, Wien 1977, S. 119–120.
218. ↑  Franz X. Kohla: Kärntens Burgen, Schlösser, Ansitze und wehrhafte Stätten. Ein Beitrag zur Siedlungstopographie. 2. verm. Auflage. Geschichtsverein für Kärnten, Klagenfurt 1973, S. 308, 425.
219. ↑  Kein Lokalisierungsvorschlag in der Literatur. Die Koordinaten verweisen auf eine Rückfallkuppe, die Standort eines Bauernhofs Granimayer war. Klingt in diesem Vulgonamen noch -grad (= Burg) nach?
220. ↑  Franz X. Kohla: Kärntens Burgen, Schlösser, Ansitze und wehrhafte Stätten. Ein Beitrag zur Siedlungstopographie. 2. verm. Auflage. Geschichtsverein für Kärnten, Klagenfurt 1973, S. 307.
221. 1 2  Hermann Wiessner, Gerhard Seebach: Burgen und Schlösser um Friesach, St. Veit, Wolfsberg. 2. erw. Auflage. Birken-Verlag, Wien 1977, S. 120.
222. 1 2  Hermann Wiessner, Gerhard Seebach: Burgen und Schlösser um Friesach, St. Veit, Wolfsberg. 2. erw. Auflage. Birken-Verlag, Wien 1977, S. 127.
223. ↑  Hermann Wiessner, Gerhard Seebach: Burgen und Schlösser um Friesach, St. Veit, Wolfsberg. 2. erw. Auflage. Birken-Verlag, Wien 1977, S. 124.
224. ↑  Hermann Wiessner, Gerhard Seebach: Burgen und Schlösser um Friesach, St. Veit, Wolfsberg. 2. erw. Auflage. Birken-Verlag, Wien 1977, S. 67.
225. ↑  Hermann Wiessner, Gerhard Seebach: Burgen und Schlösser um Friesach, St. Veit, Wolfsberg. 2. erw. Auflage. Birken-Verlag, Wien 1977, S. 68.
226. ↑  Hermann Wiessner, Gerhard Seebach: Burgen und Schlösser um Friesach, St. Veit, Wolfsberg. 2. erw. Auflage. Birken-Verlag, Wien 1977, S. 125–127.
227. ↑  auf ÖK 1:50.000 mit Schloss-Symbol verzeichnet
228. ↑  Franz X. Kohla: Kärntens Burgen, Schlösser, Ansitze und wehrhafte Stätten. Ein Beitrag zur Siedlungstopographie. 2. verm. Auflage. Geschichtsverein für Kärnten, Klagenfurt 1973, S. 318, 426.
229. ↑  Mitte 19. Jahrhundert waren noch Spuren sichtbar.
230. ↑  Hermann Wiessner, Gerhard Seebach: Burgen und Schlösser um Friesach, St. Veit, Wolfsberg. 2. erw. Auflage. Birken-Verlag, Wien 1977, S. 127–130.
231. ↑  Franz X. Kohla: Kärntens Burgen, Schlösser, Ansitze und wehrhafte Stätten. Ein Beitrag zur Siedlungstopographie. 2. verm. Auflage. Geschichtsverein für Kärnten, Klagenfurt 1973, S. 320.
232. ↑  Hermann Wiessner, Gerhard Seebach: Burgen und Schlösser um Friesach, St. Veit, Wolfsberg. 2. erw. Auflage. Birken-Verlag, Wien 1977, S. 130–131.
233. ↑  Hermann Wiessner, Gerhard Seebach: Burgen und Schlösser um Friesach, St. Veit, Wolfsberg. 2. erw. Auflage. Birken-Verlag, Wien 1977, S. 131.
234. ↑  Werner Sabitzer: Schloss Thurnhof: Juwel des Gurktals, auf sabitzer.wordpress.com
235. ↑  Hermann Wiessner, Gerhard Seebach: Burgen und Schlösser um Friesach, St. Veit, Wolfsberg. 2. erw. Auflage. Birken-Verlag, Wien 1977, S. 87.
236. ↑  Hermann Wiessner, Gerhard Seebach: Burgen und Schlösser um Friesach, St. Veit, Wolfsberg. 2. erw. Auflage. Birken-Verlag, Wien 1977, S. 131–132.
237. ↑  Hermann Wiessner, Gerhard Seebach: Burgen und Schlösser um Friesach, St. Veit, Wolfsberg. 2. erw. Auflage. Birken-Verlag, Wien 1977, S. 132.
238. ↑  Franz X. Kohla: Kärntens Burgen, Schlösser, Ansitze und wehrhafte Stätten. Ein Beitrag zur Siedlungstopographie. 2. verm. Auflage. Geschichtsverein für Kärnten, Klagenfurt 1973, S. 211–212.
239. ↑  Franz X. Kohla: Kärntens Burgen, Schlösser, Ansitze und wehrhafte Stätten. Ein Beitrag zur Siedlungstopographie. 2. verm. Auflage. Geschichtsverein für Kärnten, Klagenfurt 1973, S. 334.
240. ↑  Hermann Wiessner, Gerhard Seebach: Burgen und Schlösser um Friesach, St. Veit, Wolfsberg. 2. erw. Auflage. Birken-Verlag, Wien 1977, S. 133.
241. ↑  Franz X. Kohla: Kärntens Burgen, Schlösser, Ansitze und wehrhafte Stätten. Ein Beitrag zur Siedlungstopographie. 2. verm. Auflage. Geschichtsverein für Kärnten, Klagenfurt 1973, S. 348.
242. ↑  Nicht in der Literatur erwähnt.
243. ↑  Siegfried Hartwagner: Der Bezirk St. Veit an der Glan. Seine Kunstwerke, historischen Lebens- und Siedlungsformen. (= Band VIII von: Österreichische Kunstmonographie.) St. Peter, Salzburg, 1977, S. 253–257.
244. ↑  Karl Kafka: Wehrkirchen Kärntens I. Birken-Verlag, Wien 1971, S. 133 ff.
245. ↑  Franz X. Kohla: Kärntens Burgen, Schlösser, Ansitze und wehrhafte Stätten. Ein Beitrag zur Siedlungstopographie. 2. verm. Auflage. Geschichtsverein für Kärnten, Klagenfurt 1973, S. 356.
246. ↑  Franz X. Kohla: Kärntens Burgen, Schlösser, Ansitze und wehrhafte Stätten. Ein Beitrag zur Siedlungstopographie. 2. verm. Auflage. Geschichtsverein für Kärnten, Klagenfurt 1973, S. 356–357.
247. ↑  Siegfried Hartwagner: Der Bezirk St. Veit an der Glan. Seine Kunstwerke, historischen Lebens- und Siedlungsformen. (= Band VIII von: Österreichische Kunstmonographie.) St. Peter, Salzburg, 1977, S. 258–260.
248. ↑  Hermann Wiessner, Gerhard Seebach: Burgen und Schlösser um Friesach, St. Veit, Wolfsberg. 2. erw. Auflage. Birken-Verlag, Wien 1977, S. 135.
249. ↑  Hermann Wiessner, Gerhard Seebach: Burgen und Schlösser um Friesach, St. Veit, Wolfsberg. 2. erw. Auflage. Birken-Verlag, Wien 1977, S. 135–137.
250. 1 2  Hermann Wiessner, Gerhard Seebach: Burgen und Schlösser um Friesach, St. Veit, Wolfsberg. 2. erw. Auflage. Birken-Verlag, Wien 1977, S. 137.
251. ↑  Hermann Wiessner, Gerhard Seebach: Burgen und Schlösser um Friesach, St. Veit, Wolfsberg. 2. erw. Auflage. Birken-Verlag, Wien 1977, S. 137–138.
252. ↑  Hermann Wiessner, Gerhard Seebach: Burgen und Schlösser um Friesach, St. Veit, Wolfsberg. 2. erw. Auflage. Birken-Verlag, Wien 1977, S. 138.
253. ↑  Hermann Wiessner, Gerhard Seebach: Burgen und Schlösser um Friesach, St. Veit, Wolfsberg. 2. erw. Auflage. Birken-Verlag, Wien 1977, S. 17–18.
254. ↑  Hermann Wiessner, Gerhard Seebach: Burgen und Schlösser um Friesach, St. Veit, Wolfsberg. 2. erw. Auflage. Birken-Verlag, Wien 1977, S. 138–140.
255. ↑  Hermann Wiessner, Gerhard Seebach: Burgen und Schlösser um Friesach, St. Veit, Wolfsberg. 2. erw. Auflage. Birken-Verlag, Wien 1977, S. 140.
256. ↑  Franz X. Kohla: Kärntens Burgen, Schlösser, Ansitze und wehrhafte Stätten. Ein Beitrag zur Siedlungstopographie. 2. verm. Auflage. Geschichtsverein für Kärnten, Klagenfurt 1973, S. 376.
257. ↑  Stefan Eichert: Eine archäologische Spurensuche im Gemeindegebiet von Weitensfeld. In: Weitensfeld, eine Marktgemeinde im Herzen des Gurktals. Klagenfurt 2008.
258. ↑  Siegfried Hartwagner: Der Bezirk St. Veit an der Glan. Seine Kunstwerke, historischen Lebens- und Siedlungsformen. (= Band VIII von: Österreichische Kunstmonographie.) St. Peter, Salzburg, 1977, S. 267–269.
259. ↑  Hermann Wiessner, Gerhard Seebach: Burgen und Schlösser um Friesach, St. Veit, Wolfsberg. 2. erw. Auflage. Birken-Verlag, Wien 1977, S. 54, 141.
260. ↑  Hermann Wiessner, Gerhard Seebach: Burgen und Schlösser um Friesach, St. Veit, Wolfsberg. 2. erw. Auflage. Birken-Verlag, Wien 1977, S. 141.
261. ↑  Franz X. Kohla: Kärntens Burgen, Schlösser, Ansitze und wehrhafte Stätten. Ein Beitrag zur Siedlungstopographie. 2. verm. Auflage. Geschichtsverein für Kärnten, Klagenfurt 1973, S. 379.
262. ↑  Hermann Wiessner, Gerhard Seebach: Burgen und Schlösser um Friesach, St. Veit, Wolfsberg. 2. erw. Auflage. Birken-Verlag, Wien 1977, S. 111.
263. ↑  Hermann Wiessner, Gerhard Seebach: Burgen und Schlösser um Friesach, St. Veit, Wolfsberg. 2. erw. Auflage. Birken-Verlag, Wien 1977, S. 43–44.
264. ↑  Hermann Wiessner, Gerhard Seebach: Burgen und Schlösser um Friesach, St. Veit, Wolfsberg. 2. erw. Auflage. Birken-Verlag, Wien 1977, S. 141–142.

- Karte mit allen Koordinaten:
- OSM |
- WikiMap